# Bildungssystem in Italien

Siegel der Universität Bologna

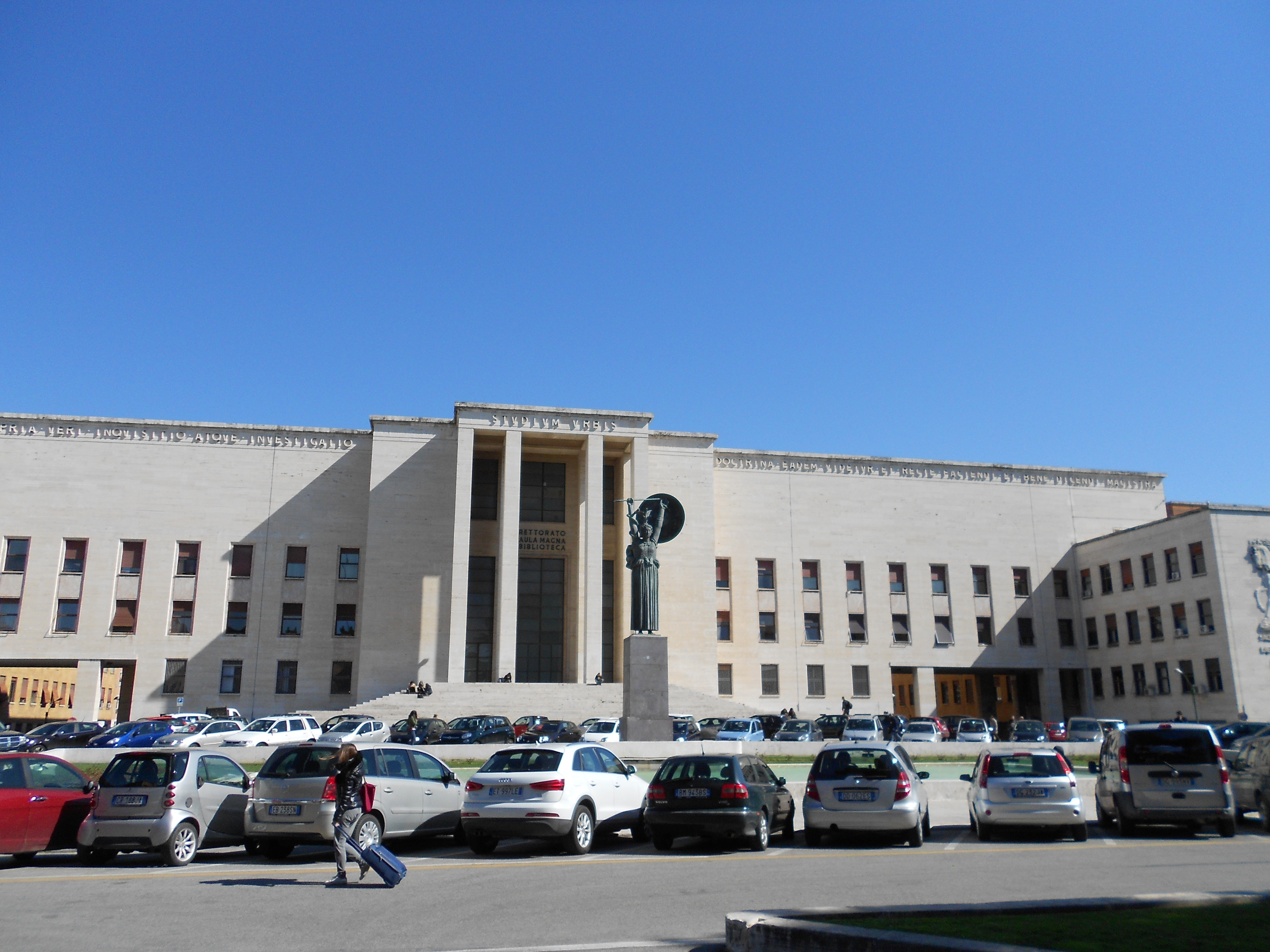
Hauptgebäude Universität La Sapienza in Rom, päpstliche Gründung 1303, 1870 vom Staat Italien übernommen, mit 114.000 Studenten eine der größten Universitäten Europas

Das Bildungssystem in Italien wird im durch nationale Gesetze geregelt und ist daher weitgehend einheitlich. Innerhalb der Exekutive ist das Unterrichtsministerium für das Schul- und Hochschulwesen zuständig. Für die Berufsbildung gibt es einen einheitlichen Standard, das Nähere regeln auch Regionen und Provinzen. Autonome Gebietskörperschaften wie Südtirol haben im Bildungsbereich erweiterte Zuständigkeiten und Aufgaben. In Südtirol besteht ein mehrsprachiges Bildungssystem.
Das italienische Schulsystem untergliedert sich horizontal in mehrere Stufen. Der Vorschulbesuch ist nicht obligatorisch, jedoch üblich. Die Primarstufe und die Sekundarstufe I umfassen zusammen acht Jahrgangsstufen. Jugendliche wechseln in der Regel im Alter von 14 Jahren in die weiterführenden Schultypen der Sekundarstufe II. Hochschulen verschiedener Art und höhere Berufsbildungseinrichtungen bilden den tertiären Bildungsbereich. Von wenigen Ausnahmen abgesehen gehört die Erwachsenen- und Weiterbildung nicht zum staatlichen Bildungssystem im engeren Sinn.
Grundsätzlich besteht in Italien für Kinder und Jugendliche im Alter zwischen sechs und 16 Jahren eine zehnjährige Bildungspflicht. Wer danach die Schulausbildung nicht fortsetzen will, muss bis zum vollendeten 18. Lebensjahr eine Berufsausbildung absolvieren. Der Schulbesuch ist bis zum Abschluss der Sekundarstufe I gebührenfrei, für Schulbücher und Unterrichtsmaterialien müssen die Familien aufkommen. 
Vor allem im Vorschulbereich gibt es private Schulen, viele in Trägerschaft der katholischen Kirche. An den öffentlichen Schulen wird konfessioneller Religionsunterricht gegeben.

## Bildungssystem im Überblick
| Alter | Alter | Alter | Schulstufe       | Schulstufe       | Schulstufe       | Dauer         | Dauer         | Dauer         | Italienische Bezeichnung                             | Italienische Bezeichnung                             | Italienische Bezeichnung                             | Deutsche Bezeichnung                      | Deutsche Bezeichnung                      | Deutsche Bezeichnung                      |
| ----- | ----- | ----- | ---------------- | ---------------- | ---------------- | ------------- | ------------- | ------------- | ---------------------------------------------------- | ---------------------------------------------------- | ---------------------------------------------------- | ----------------------------------------- | ----------------------------------------- | ----------------------------------------- |
| 3–6   | 3–6   | 3–6   | Vorschulstufe    | Vorschulstufe    | Vorschulstufe    | 3 Jahre       | 3 Jahre       | 3 Jahre       | Scuola dell’Infanzia                                 | Scuola dell’Infanzia                                 | Scuola dell’Infanzia                                 | Kindergarten                              | Kindergarten                              | Kindergarten                              |
| 6–11  | 6–11  | 6–11  | Primarstufe      | Primarstufe      | Primarstufe      | 5 Jahre       | 5 Jahre       | 5 Jahre       | Scuola Primaria                                      | Scuola Primaria                                      | Scuola Primaria                                      | Grundschule                               | Grundschule                               | Grundschule                               |
| 11–14 | 11–14 | 11–14 | Sekundarstufe I  | Sekundarstufe I  | Sekundarstufe I  | 3 Jahre       | 3 Jahre       | 3 Jahre       | Scuola Secondaria di Primo Grado                     | Scuola Secondaria di Primo Grado                     | Scuola Secondaria di Primo Grado                     | Sekundarschule (auch: Mittelschule)       | Sekundarschule (auch: Mittelschule)       | Sekundarschule (auch: Mittelschule)       |
| 14–19 | 14–19 | 14–19 | Sekundarstufe II | Sekundarstufe II | Sekundarstufe II | 3 bis 5 Jahre | 3 bis 5 Jahre | 3 bis 5 Jahre | Liceo Istituto Tecnico Istituto Professionale        | Liceo Istituto Tecnico Istituto Professionale        | Liceo Istituto Tecnico Istituto Professionale        | Gymnasium Fachoberschule Berufsfachschule | Gymnasium Fachoberschule Berufsfachschule | Gymnasium Fachoberschule Berufsfachschule |
| ab 19 | ab 19 | ab 19 | Tertiärbereich   | Tertiärbereich   | Tertiärbereich   | 1 bis 8 Jahre | 1 bis 8 Jahre | 1 bis 8 Jahre | Università Istruzione e Formazione Tecnica Superiore | Università Istruzione e Formazione Tecnica Superiore | Università Istruzione e Formazione Tecnica Superiore | Hochschulen Berufshochschulen             | Hochschulen Berufshochschulen             | Hochschulen Berufshochschulen             |

Die oben genannten Bezeichnungen der Schultypen wurden 2004 zum Teil neu eingeführt, die alten Namen sind weiterhin sehr verbreitet. Folgende Schultypen wurden umbenannt:
- Scuola Materna in Scuola dell’Infanzia,
- Scuola Elementare in Scuola Primaria,
- Scuola Media in Scuola Secondaria di Primo Grado.

Bei den Schulstufen ergaben sich folgende Veränderungen:
- scuole elementari in istruzione primaria (Primarstufe)
- scuole medie inferiori in istruzione secondaria di primo grado (Sekundarstufe I)
- scuole medie superiori in istruzione secondaria di secondo grado (Sekundarstufe II)
- scuole superiori in istruzione superiore (Tertiärbereich).

## Vorschulstufe und Primarstufe

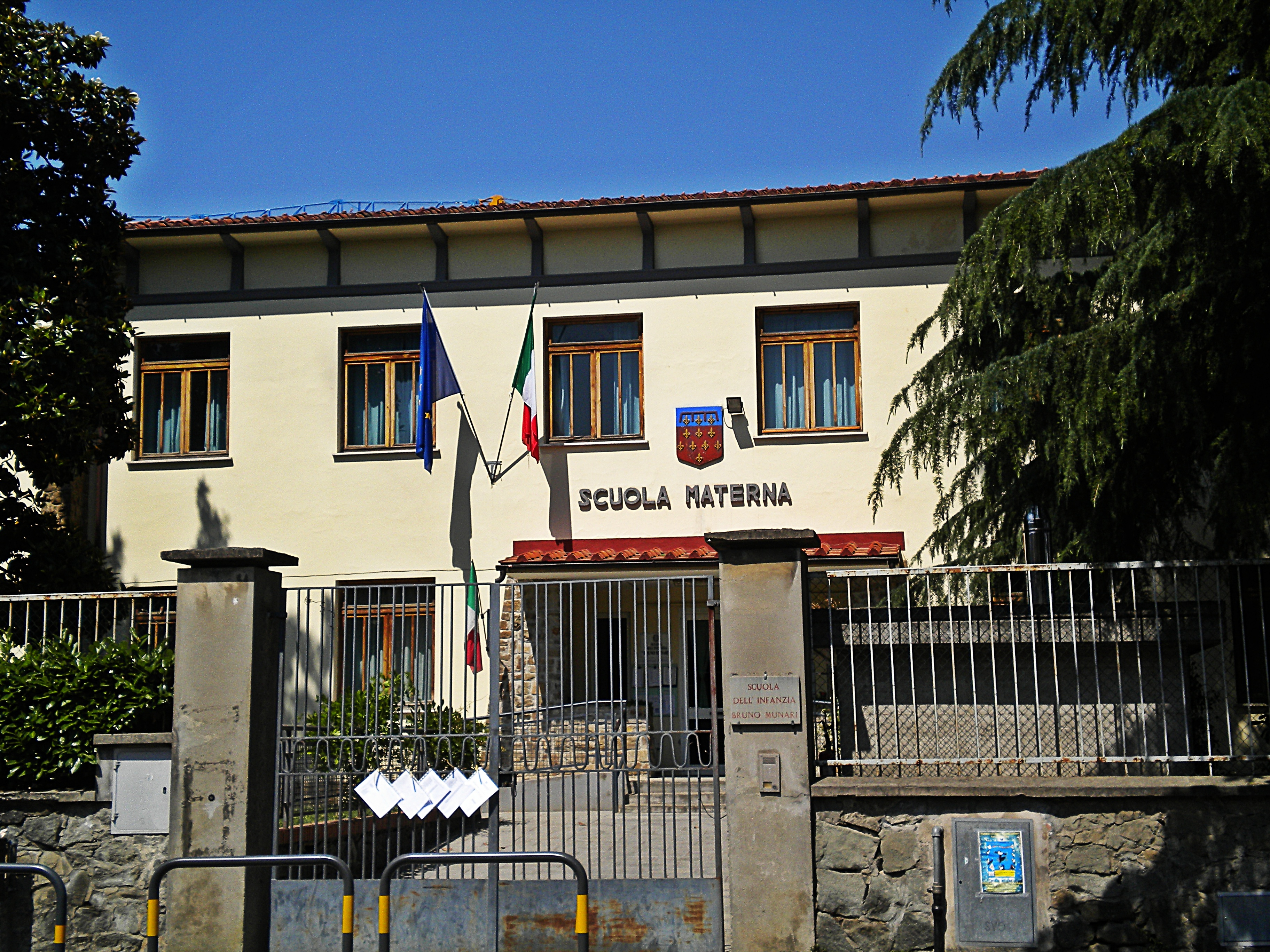
Vorschule (Kindergarten) mit der alten Bezeichnung Scuola Materna

Kleinkinder im Alter zwischen drei Monaten und drei Jahren können in Kinderkrippen (Asilo Nido) betreut werden. Diese Einrichtungen wurden 1971 durch ein Gesetz institutionalisiert, gehören jedoch nicht zum staatlichen Bildungswesen. 1968 führte man unter der damaligen Bezeichnung Scuola Materna die staatlichen Vorschulen ein, deren Besuch nicht obligatorisch ist. In der Regel werden Kinder ab drei Jahren, unter Umständen auch ab zweieinhalb Jahren, auf spielerische Weise auf den Pflichtschulbesuch vorbereitet. Es gibt ein Halbtags- und ein Ganztagsschulangebot. Die Scuola dell’Infanzia umfasst drei Jahrgangsstufen. Sie gehört zum staatlichen Schulsystem.
Die Grundschule wird trotz der Umbenennung in Scuola Primaria weiterhin oft als Scuola Elementare bezeichnet. Sie bildet den ersten Abschnitt des Pflichtschulbereiches. In der Regel erfolgt die Einschulung mit sechs Jahren. Die fünf Jahrgangsstufen werden zu drei Zyklen zusammengefasst. Das erste Jahr dient der Einführung, es folgen zwei zweijährige Zyklen. Auch an den Pflichtschulen gibt es unter Umständen ein Ganztagsschulangebot. Von 1990 bis 2009 waren für italienische Grundschulklassen einzelne Lehrerteams zuständig, danach kehrte man wieder zum Klassenlehrerprinzip zurück. In der Grundschule beginnt der Unterricht in der ersten Fremdsprache, in der Regel ist dies Englisch, in Südtirol, in den deutschsprachigen Schulen ist es z. B. Italienisch. Eine Abschlussprüfung am Ende der Grundschule gibt es nicht mehr. Der Übertritt in die Sekundarstufe I erfolgt in der Regel mit elf Jahren.

## Sekundarstufe I
Die Sekundarstufe I ist für Jugendliche zwischen 11 und 14 Jahren vorgesehen und umfasst drei Jahrgangsstufen. Sie ist seit 1963 als Einheitsschule organisiert. Die offizielle Bezeichnung lautet seit 2004 scuola secondaria di primo grado. Der unkompliziertere alte Name scuola media ist nach wie vor weit verbreitet und in Südtirol als Mittelschule weiterhin üblich. In der Mittelschule wird mit einer zweiten Fremdsprache begonnen. In der Regel stehen Französisch, Spanisch oder Deutsch zur Auswahl, Latein wird als zusätzliches Wahlfach angeboten. Von 1963 bis 1977 war die erfolgreiche Teilnahme am Latein-Unterricht Voraussetzung für den Besuch eines Gymnasiums (Liceo). Damals wurde nur eine lebende Fremdsprache unterrichtet, meist Französisch. Die Mittelschule endet mit einer staatlichen Abschlussprüfung, deren Bestehen Voraussetzung für den Übertritt in weiterführende Schulen ist.
Schulen, an denen jeweils eine Vor-, Grund- und Mittelschule unter einem Dach besteht, nennen sich auch istituto comprensivo. Dies gilt auch für in nächster Nachbarschaft gelegene Vor-, Grund- und Mittelschulen, die zusammen verwaltet werden.

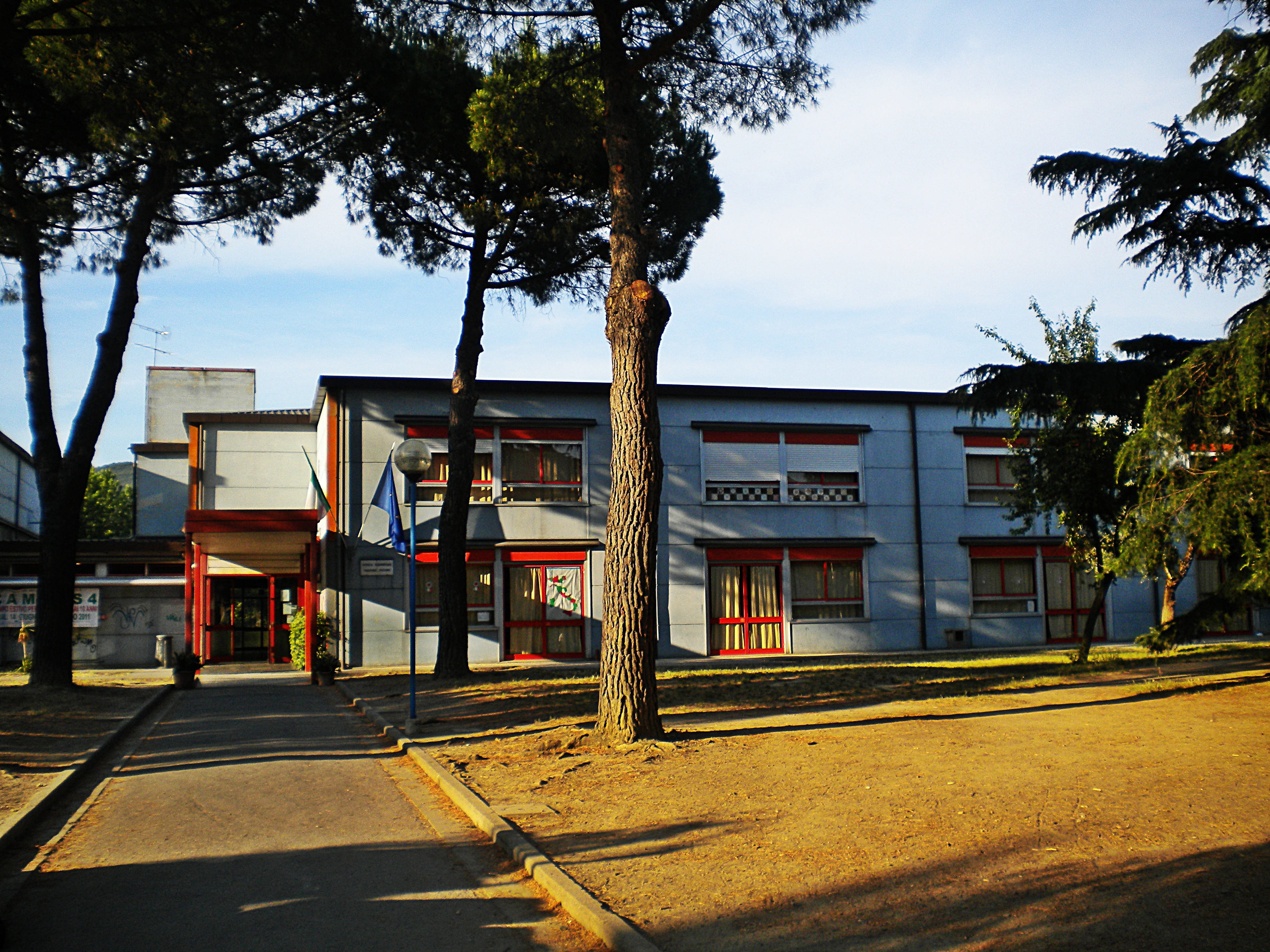
Grundschule Giacomo Puccini in Prato (Toskana)
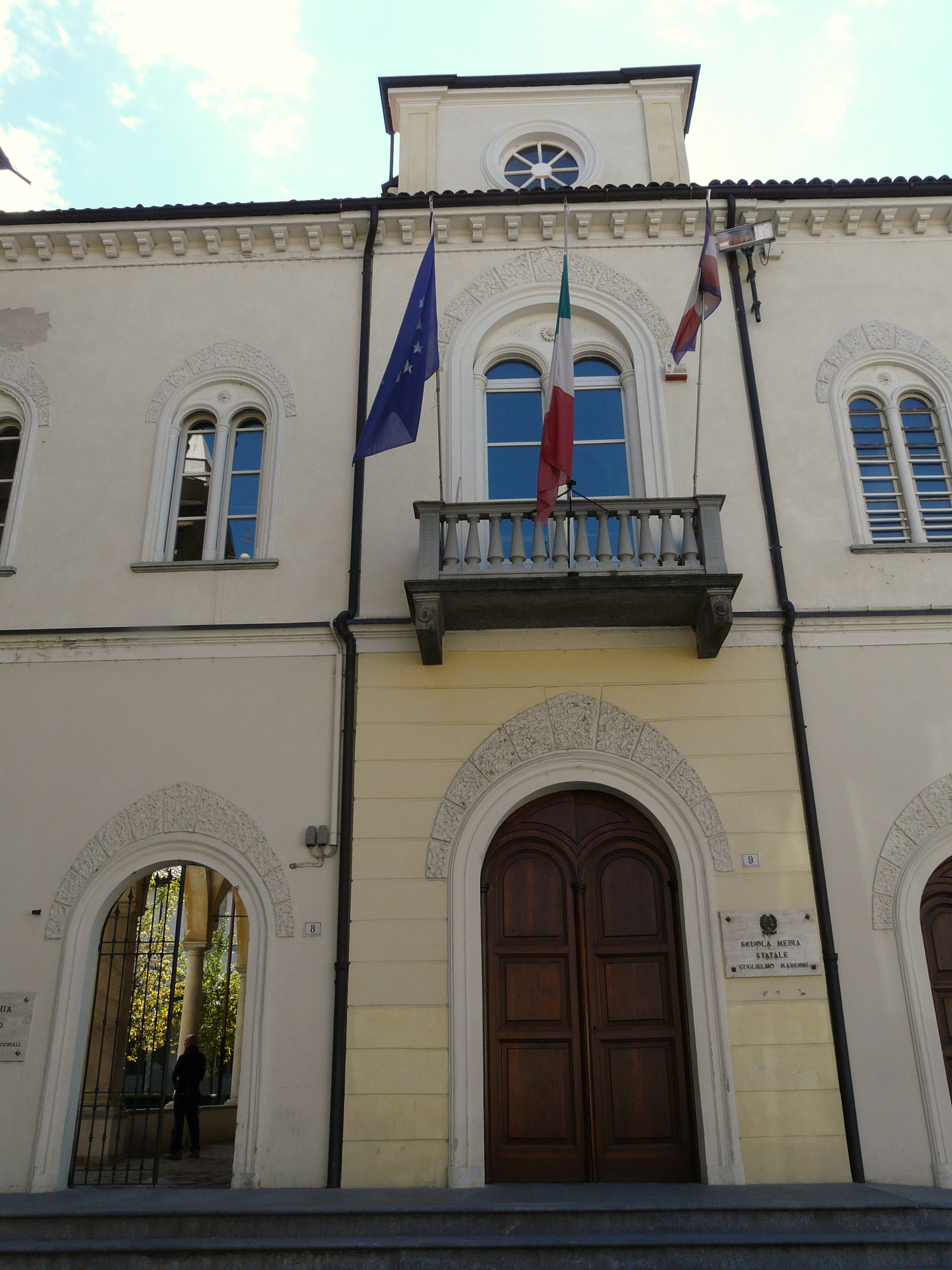
Mittelschule in Savigliano (Piemont)
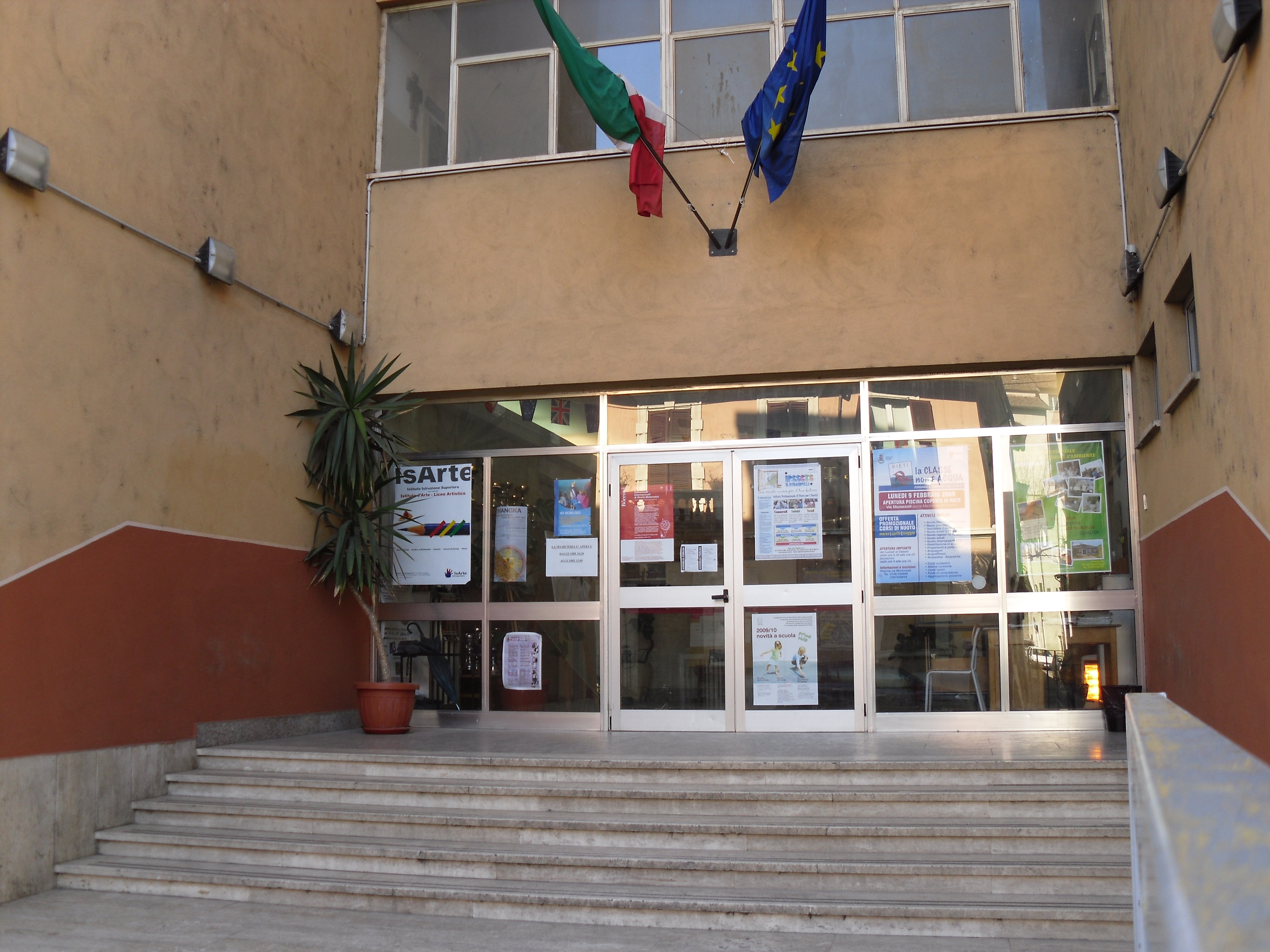
Mittelschule in Rieti (Latium)

## Sekundarstufe II

### Allgemeines
In Italien beginnt mit der neunten Jahrgangsstufe die Sekundarstufe II und damit das gegliederte Schulsystem. Die in der Regel 14-jährigen Schülerinnen und Schüler müssen sich für einen von drei Schultypen und deren verschiedene Ausbildungsrichtungen entscheiden. Die Gymnasien (liceo) bereiten im Allgemeinen auf ein Hochschulstudium vor und sind in ihren Lehrinhalten eher abstrakt. Die praxisorientierten Fachoberschulen (istituto tecnico) bieten die Möglichkeit, neben der Allgemeinen Hochschulreife auch einen berufsqualifizierenden Abschluss zu erwerben. Sowohl die Gymnasien als auch die Fachoberschulen (in Südtirol gemeinsam unter der Sammelbezeichnung Oberschulen subsumiert) umfassen fünf Jahrgangsstufen, wobei die ersten beiden Jahre allgemeinbildender gehalten sind und auch der Orientierung dienen. Der dritte Schultyp ist die Berufsfachschule (istituto professionale), an der nach drei oder vier Jahren ein Berufsabschluss erreicht werden kann, nach fünf Jahren die Allgemeine Hochschulreife. Darüber hinaus ist auch eine Duale Berufsausbildung möglich.
Bis zum Jahr 2000 unterlagen sechs- bis 14-jährige Kinder und Jugendliche einer nur achtjährigen Schulpflicht. Grund- und Mittelschulen bildeten daher die so genannte Pflichtschule (scuola dell’obbligo). Seither gilt eine zwölfjährige Bildungspflicht für Sechs- bis 18-Jährige. Grundsätzlich soll kein Jugendlicher das Bildungssystem verlassen, ohne einen berufsqualifizierenden Abschluss erreicht zu haben. Nach derzeitiger Rechtslage gibt es zehn Pflichtschuljahre, wobei das zehnte Pflichtschuljahr zugunsten einer dualen Berufsausbildung aufgegeben werden kann, sofern die Mittelschule und das erste Berufsfachschuljahr erfolgreich abgeschlossen wurden. Jugendliche werden von der zwölfjährigen Bildungspflicht befreit, wenn sie vor Vollendung des 18. Lebensjahres einen ersten berufsqualifizierenden Abschluss erreichen.
Für die Hochschulreife bzw. für den entsprechenden Abschluss wird in Italien die Bezeichnung maturità nicht mehr offiziell verwendet. Die Abschlüsse führten neben der Bezeichnung maturità immer auch einen schultypbezogenen Zusatz, also z. B. diploma di maturità classica, maturità tecnica oder maturità professionale. Die offizielle Bezeichnung ist heute esame di stato bzw. Staatliche Abschlussprüfung, in der Umgangssprache heißt es jedoch weiterhin fast immer maturità oder Matura. Die Prüfungsaufgaben werden in Italien zentral vom Ministerium gestellt. Eine Ausnahme bilden Schulen in Südtirol, wo für die Staatliche Abschlussprüfung ein teils abweichendes Format zur Anwendung kommt und daher die Aufgaben in einigen Fächern übersetzt und in anderen Fächern durch andere ersetzt werden.

### Liceo
In Italien gibt es sechs Arten von Gymnasien:
| Offizielle italienische Bezeichnung | Offizielle deutsche Bezeichnung (Südtirol) | In Deutschland übliche Benennung               |
| ----------------------------------- | ------------------------------------------ | ---------------------------------------------- |
| Liceo Classico                      | Klassisches Gymnasium                      | Humanistisches Gymnasium                       |
| Liceo Scientifico                   | Realgymnasium                              | Mathematisch-naturwissenschaftliches Gymnasium |
| Liceo Artistico                     | Kunstgymnasium                             | Kunstgymnasium                                 |
| Liceo Linguistico                   | Sprachengymnasium                          | Neusprachliches Gymnasium                      |
| Liceo Musicale e Coreutico          | Musisches Gymnasium                        | Musisches Gymnasium                            |
| Liceo delle Scienze Umane           | Sozialwissenschaftliches Gymnasium         | Sozialwissenschaftliches Gymnasium             |

Die Gymnasien stehen hier in der Reihenfolge ihrer Einführung. Sie vermitteln eine breite Allgemeinbildung, die als Grundlage für das universitäre Studium dienen soll. Der an italienischen Gymnasien traditionell stark ausgeprägte Latein-Unterricht wurde etwas eingeschränkt. Am Kunstgymnasium und am Musischen Gymnasium ist Latein nicht Pflicht. Am Naturwissenschaftlichen Gymnasium und am Sozialwissenschaftlichen Gymnasium bestehen besondere Zweige, an denen auf Latein ebenfalls verzichtet wurde. Kennzeichnend für die verschiedenen Gymnasien ist ansonsten der jeweils unterschiedliche Fächerschwerpunkt, insbesondere in den letzten drei der insgesamt fünf Schuljahre.
Das traditionsreiche und prestigeträchtige humanistische Gymnasium (Liceo Classico oder Liceo Ginnasio) hat seinen Schwerpunkt im humanistischen Bereich und bei den Sprachen Latein und Altgriechisch. Als lebende Fremdsprache wurde Französisch erst in neuester Zeit vom Englischen verdrängt. Das Liceo Scientifico konzentriert sich auf naturwissenschaftliche Fächer. Es entstand 1923 aus dem 1911 eingeführten Liceo Moderno und aus Teilen des Fachoberschulbereiches. In den 1960er Jahren entstand das Liceo Artistico, das heute neben klassischer Kunsterziehung auch modernere Inhalte wie Multimediakunst oder Design in seinem Fach-Curriculum hat. Die ehemaligen Kunstschulen (Istituto d’Arte) wurden den Kunstgymnasien und den Berufsfachschulen zugeschlagen. Das neusprachliche Liceo Linguistico wurde erst in den 1970er Jahren eingeführt und besteht heute oft als Fachrichtung an anderen Gymnasien. Am neusprachlichen Gymnasium sind drei lebende Fremdsprachen Pflicht. Die musischen Gymnasien waren früher Teil der Musikhochschulen (Konservatorien), als eigenständige Gymnasialform wurden sie erst mit den jüngsten Schulreformen anerkannt. Das sozialwissenschaftliche oder pädagogische Gymnasium entstand nach Umbenennungen aus der ehemaligen Lehrerbildungsanstalt (Istituto Magistrale), an der früher Grundschullehrer ausgebildet wurden, bis auch für diese ein Hochschulstudium Pflicht wurde. Wirtschaftsgymnasien und technologische Gymnasien entstanden nach verschiedenen Schulversuchen durch Umbenennungen von Fachoberschulen von 2004 bis 2006, dann wurden diese Reformen entweder wieder rückgängig gemacht oder durch besondere (lateinlose) Zweige am Sozialwissenschaftlichen oder Naturwissenschaftlichen Gymnasium ersetzt. Einige wenige Gymnasien (und andere Oberschulen) haben ein besonderes Sport-Angebot und bieten angehenden Leistungssportlern einen auf ihre Bedürfnisse zugeschnittenen Unterricht.
Schulen, an denen mehrere Gymnasial- oder Oberschultypen unter einem Dach bestehen oder die in einem Schulzentrum zusammengefasst und dort organisatorisch miteinander verbunden sind, nennen sich auch istituto di istruzione secondaria superiore.

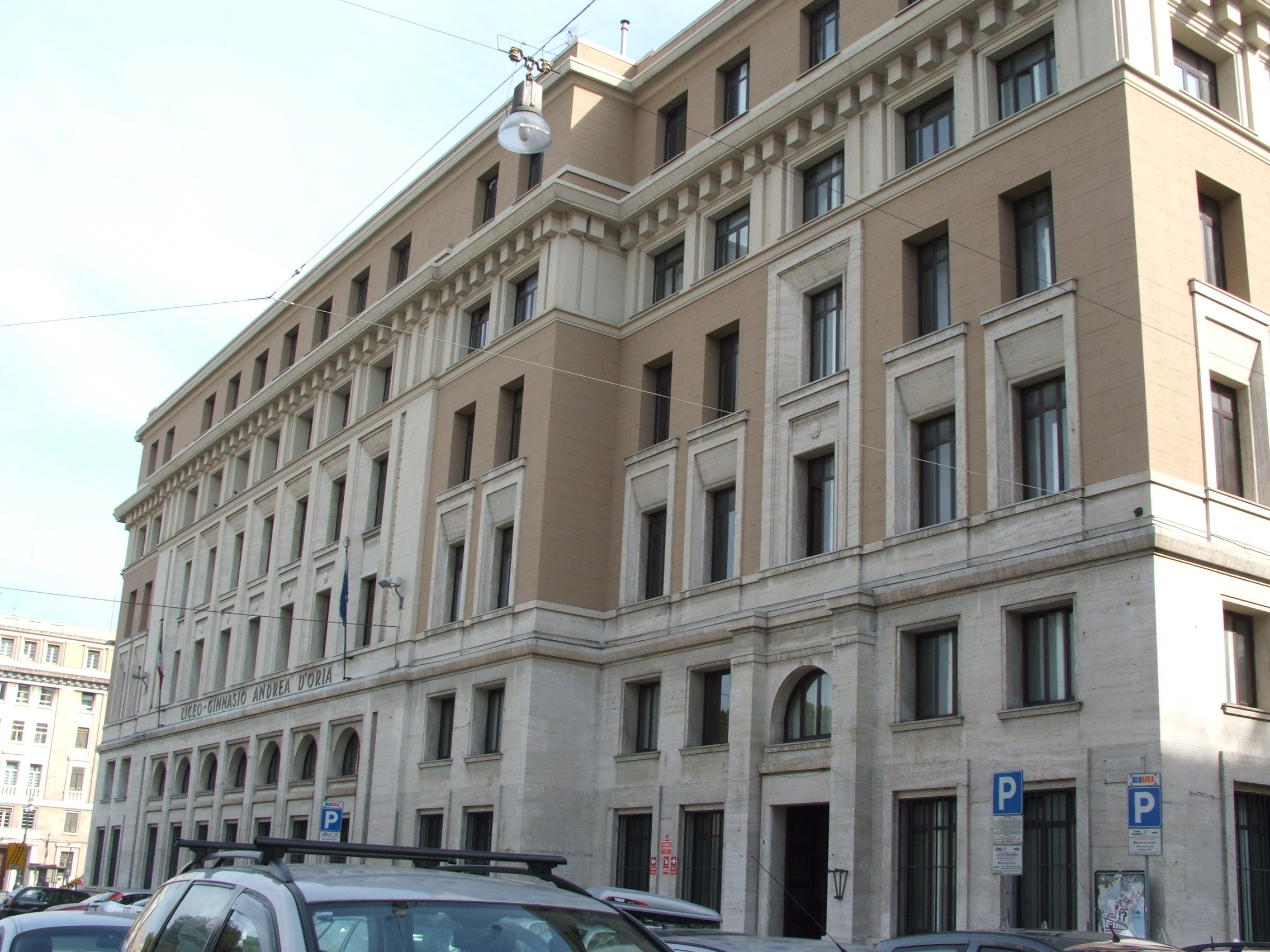
Liceo Ginnasio “Andrea Doria” in Genua (Ligurien)
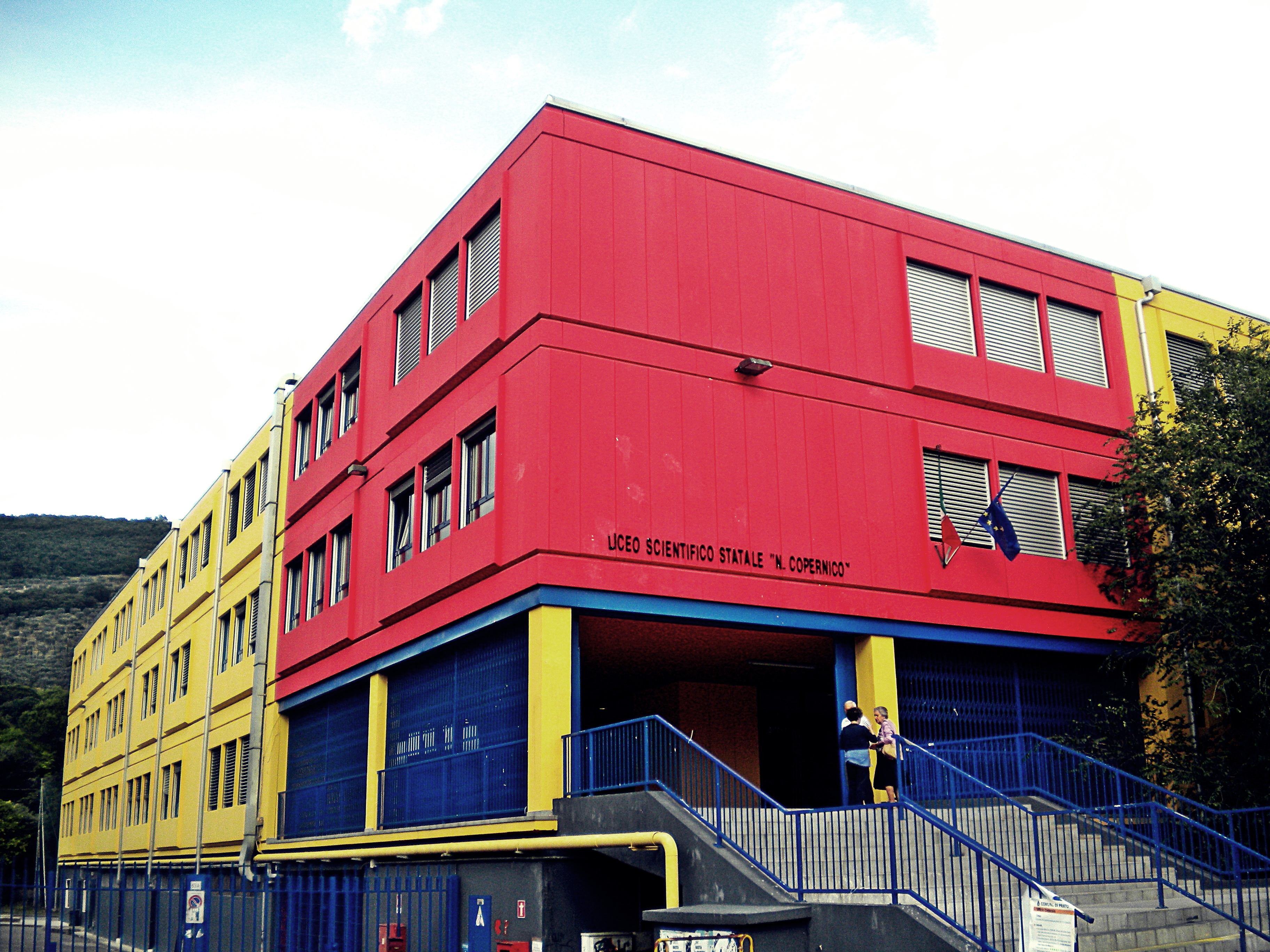
Liceo Scientifico “Copernico” in Prato
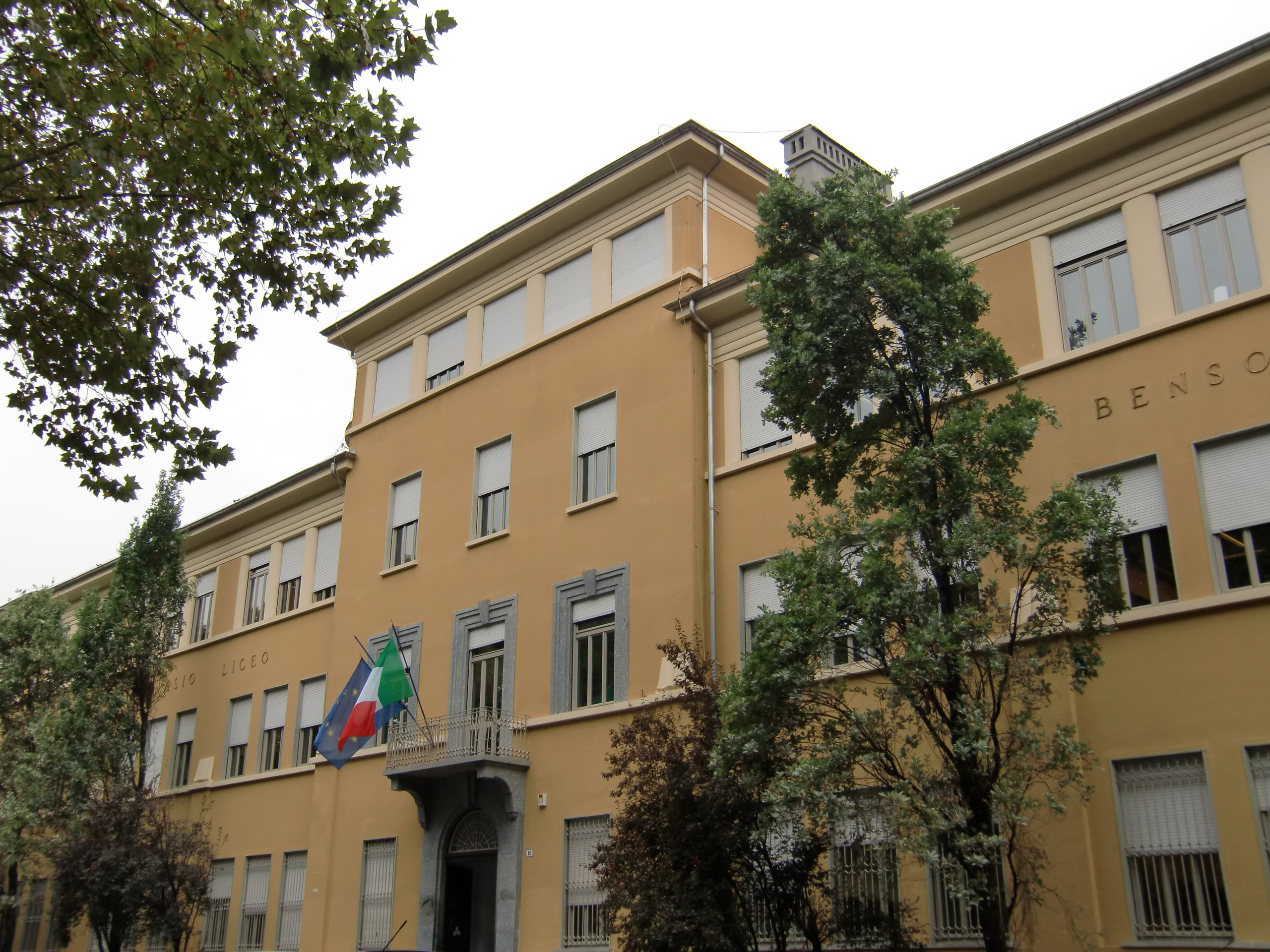
Liceo classico “Cavour” in Turin
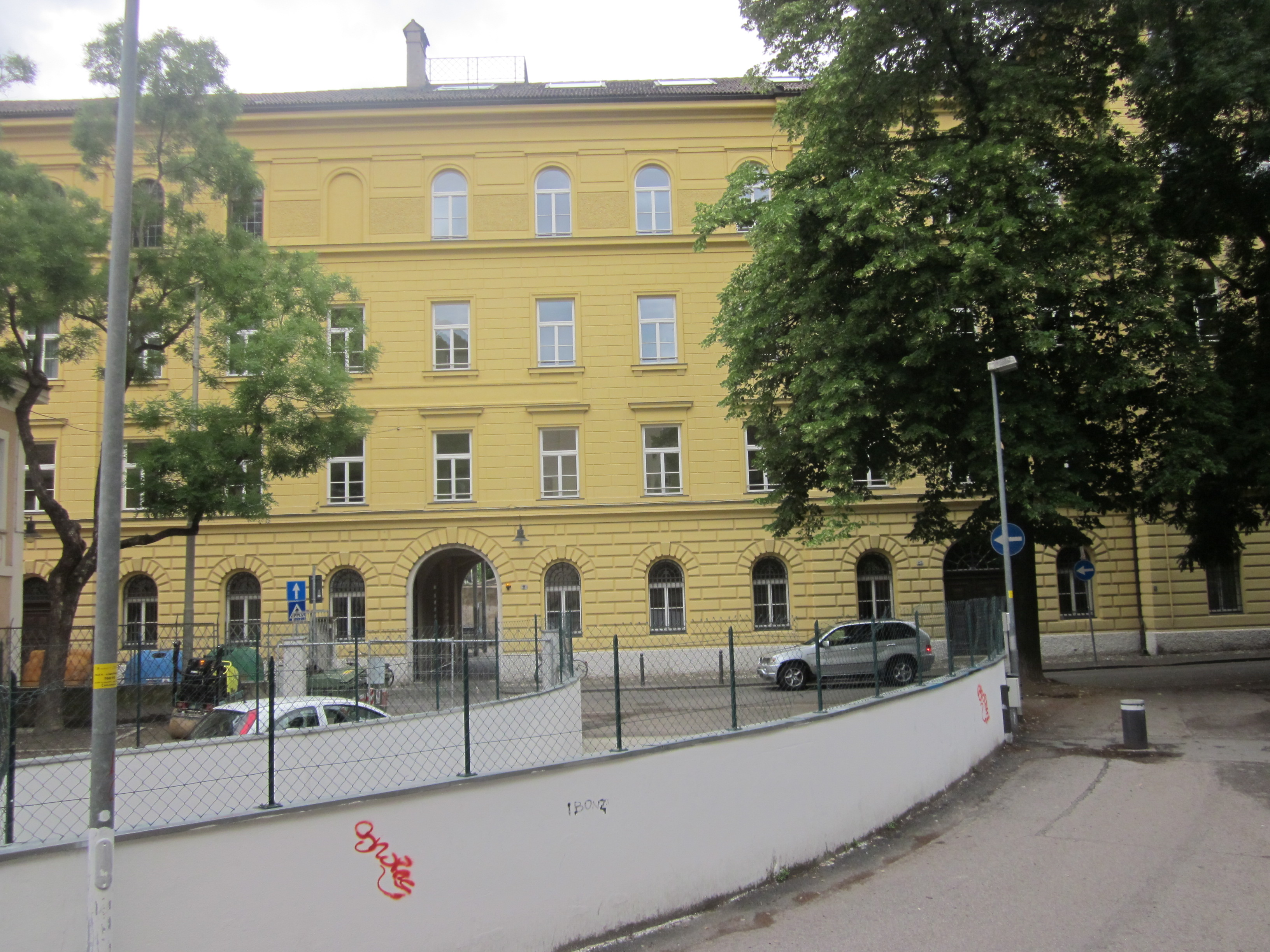
Franziskanergymnasium Bozen

### Fachoberschulen
Kennzeichnend für die italienischen Fachoberschulen war die im Lauf der Jahre gewachsene starke Ausdifferenzierung in Ausbildungsrichtungen und Fachklassen. Bis 2010 gab es nachstehende Fachrichtungen:
| Offizielle italienische Bezeichnung | Offizielle deutsche Bezeichnung (Südtirol)                              | In Deutschland übliche Benennung            |
| ----------------------------------- | ----------------------------------------------------------------------- | ------------------------------------------- |
| Istituto Tecnico Commerciale        | Handelsoberschule (früher), jetzt Wirtschaftsfachoberschule             | FOS Ausbildungsrichtung Wirtschaft          |
| Istituto Tecnico Industriale        | Gewerbeoberschule (früher), jetzt Technologische Fachoberschule         | FOS Ausbildungsrichtung Technik             |
| Istituto Tecnico Agrario            | Landwirtschaftsschule (früher), jetzt Fachoberschule für Landwirtschaft | FOS Ausbildungsrichtung Agrarwirtschaft     |
| Istituto Tecnico Nautico            | (nicht vorhanden)                                                       | FOS Ausbildungsrichtung Seefahrt            |
| Istituto Tecnico Aeronautico        | (nicht vorhanden)                                                       | FOS Ausbildungsrichtung Luftfahrt           |
| Istituto Tecnico per Geometri       | Oberschule für Geometer (früher), jetzt Fachoberschule für Bauwesen     | FOS Ausbildungsrichtung Vermessungswesen    |
| Istituto Alberghiero                | Hotelfachschule                                                         | FOS Ausbildungsrichtung Touristik           |
| Istituto Magistrale                 | Lehrerbildungsanstalt (LBA)                                             | Ehemalige Lehrerbildungsanstalt             |
| Scuola magistrale                   | Kindergärtnerinnenschule                                                | unbekannt (ab 2008 pädagogisches Gymnasium) |

Seit 2010 bestehen nur noch zwei Ausbildungsrichtungen mit insgesamt elf Fachrichtungen:
| Ausbildungsrichtung                 | Fachrichtung                              |
| ----------------------------------- | ----------------------------------------- |
| Wirtschaftsfachoberschule (WFO)     | Verwaltung, Finanzen und Marketing        |
| Wirtschaftsfachoberschule (WFO)     | Tourismus                                 |
| Technologische Fachoberschule (TFO) | Maschinenbau, Mechatronik, Energie        |
| Technologische Fachoberschule (TFO) | Transport und Logistik                    |
| Technologische Fachoberschule (TFO) | Elektronik und Elektrotechnik             |
| Technologische Fachoberschule (TFO) | Informatik und Telekommunikation          |
| Technologische Fachoberschule (TFO) | Grafik und Kommunikation                  |
| Technologische Fachoberschule (TFO) | Chemie, Werkstoffkunde und Biotechnologie |
| Technologische Fachoberschule (TFO) | Stoffe, Kleidung und Mode                 |
| Technologische Fachoberschule (TFO) | Landwirtschaft und Agroindustrie          |
| Technologische Fachoberschule (TFO) | Bauwesen, Umwelt und Raumplanung          |

Nach den ersten beiden, vorwiegend allgemeinbildenden Jahren erfolgt die fachpraktische Ausbildung unter anderem in Lehrwerkstätten, Laboratorien und ähnlichen Einrichtungen. Es sind auch Praktika bei Unternehmen vorgesehen. Die neuen Bezeichnungen der Fachoberschulen lauten Istituto Tecnico Economico (Wirtschaftsfachoberschule) und Istituto Tecnico Tecnologico (Technologische Fachoberschule), wobei der italienische Ausdruck tecnico hier nicht für „Technik“ steht, sondern in diesem Fall für „Fach“.

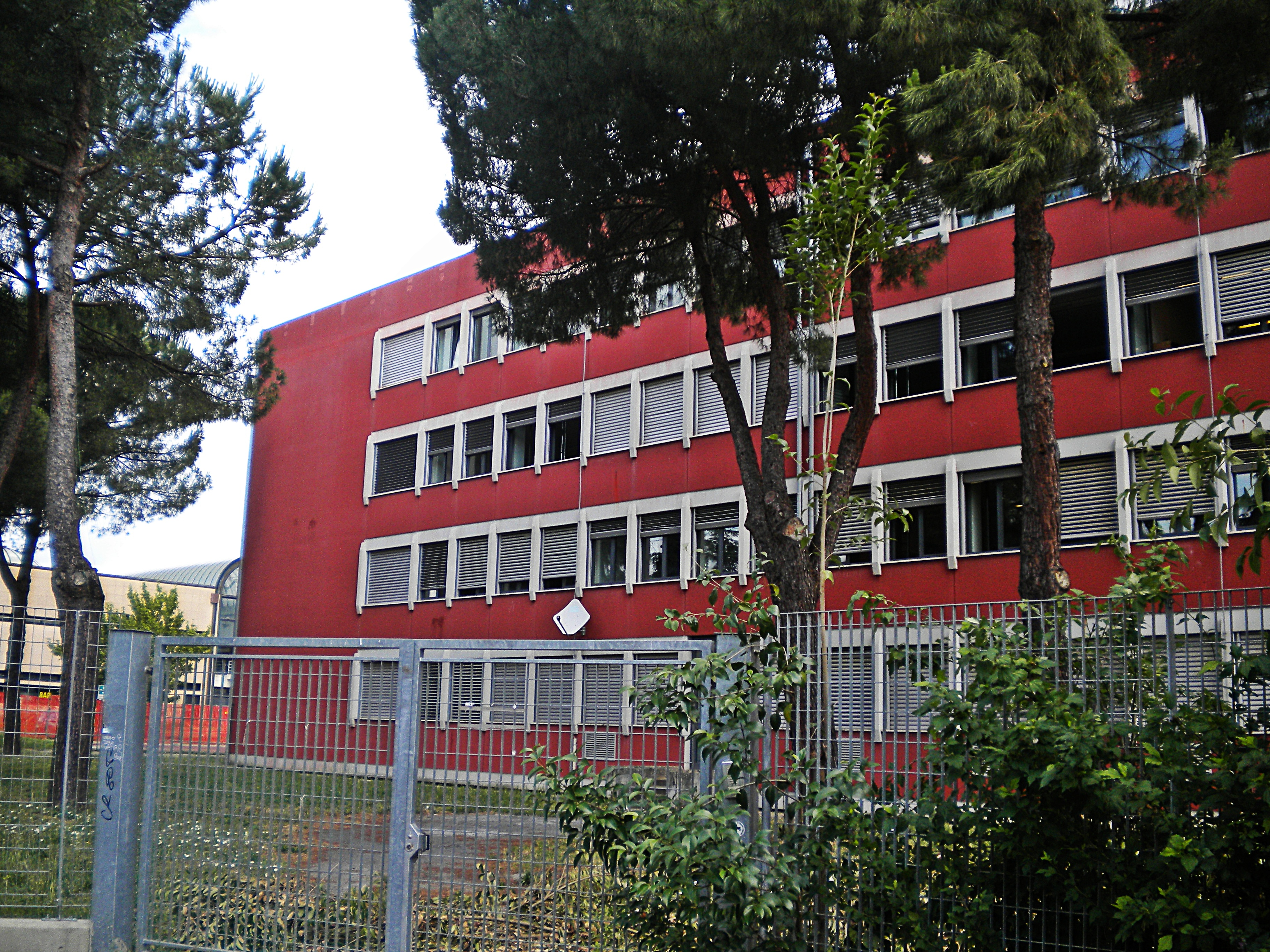
Fachoberschule Wirtschaft in Prato
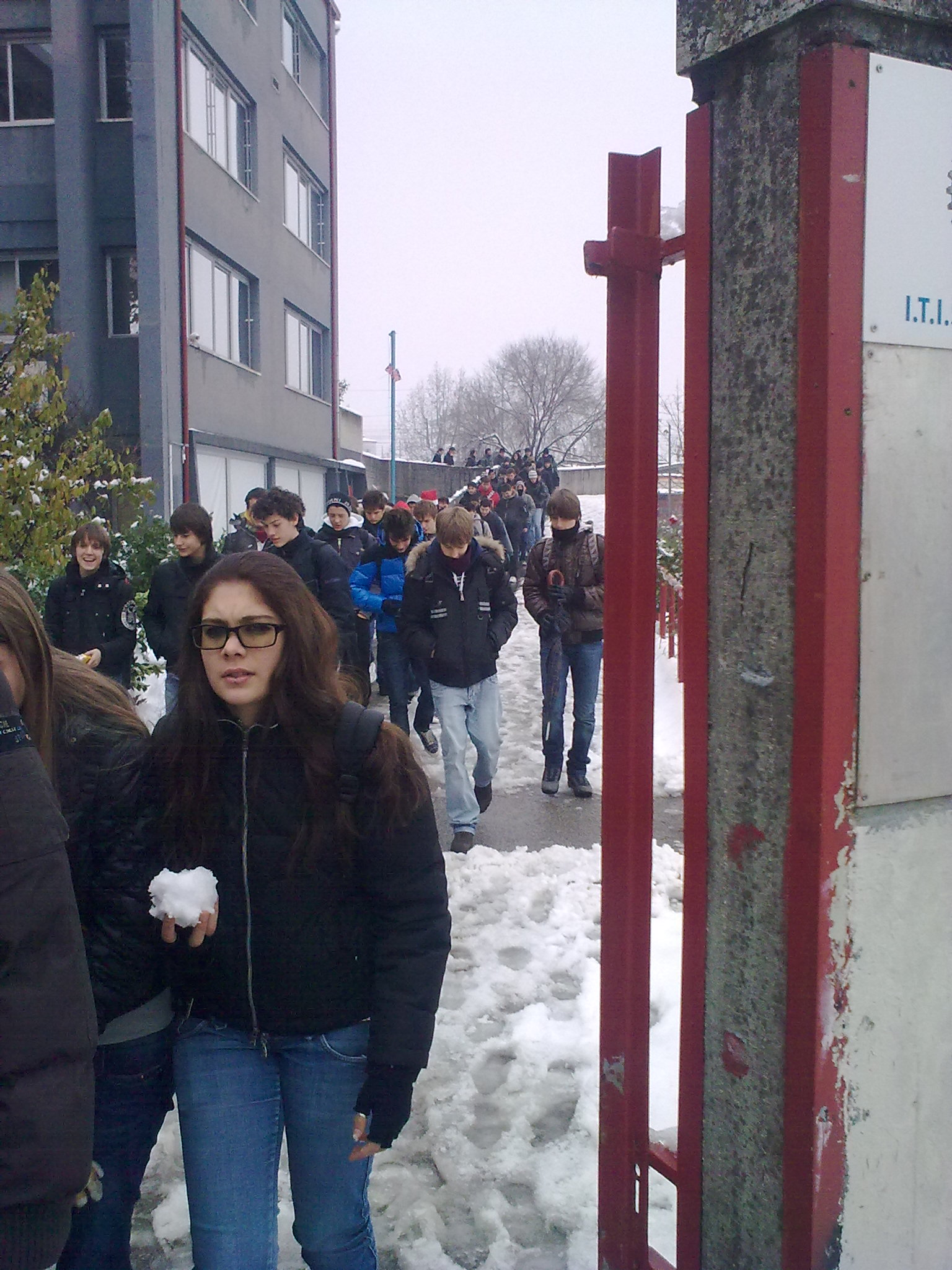
Italienische Fachoberschüler 2009
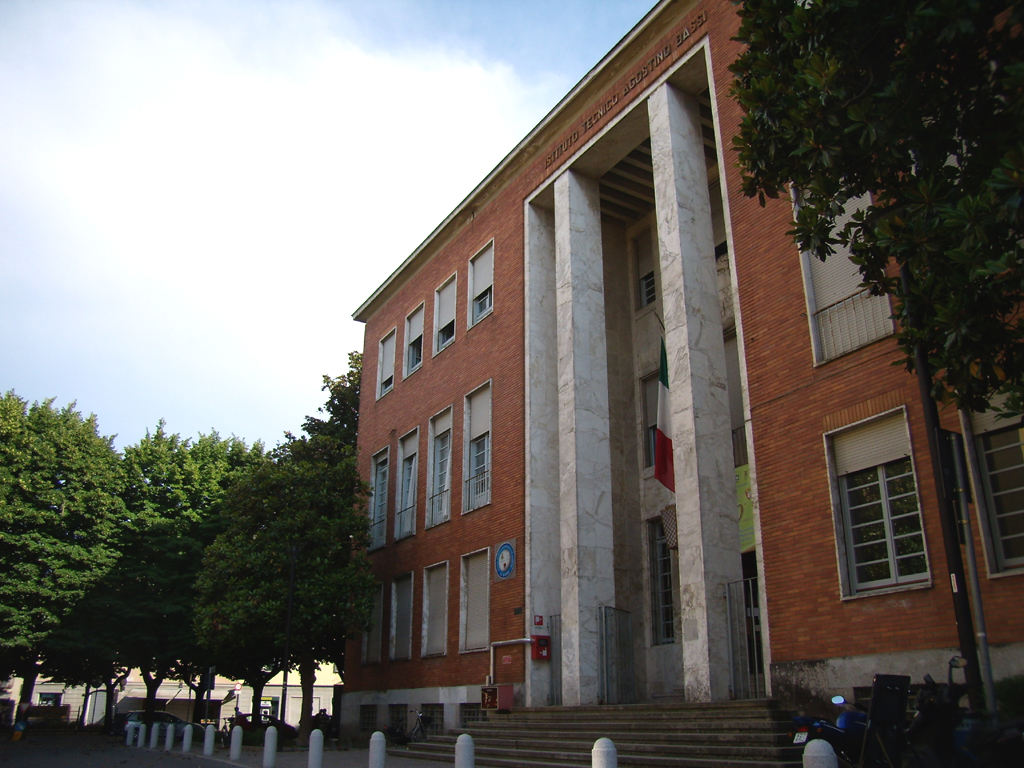
Fachoberschule in Lodi (Lombardei)
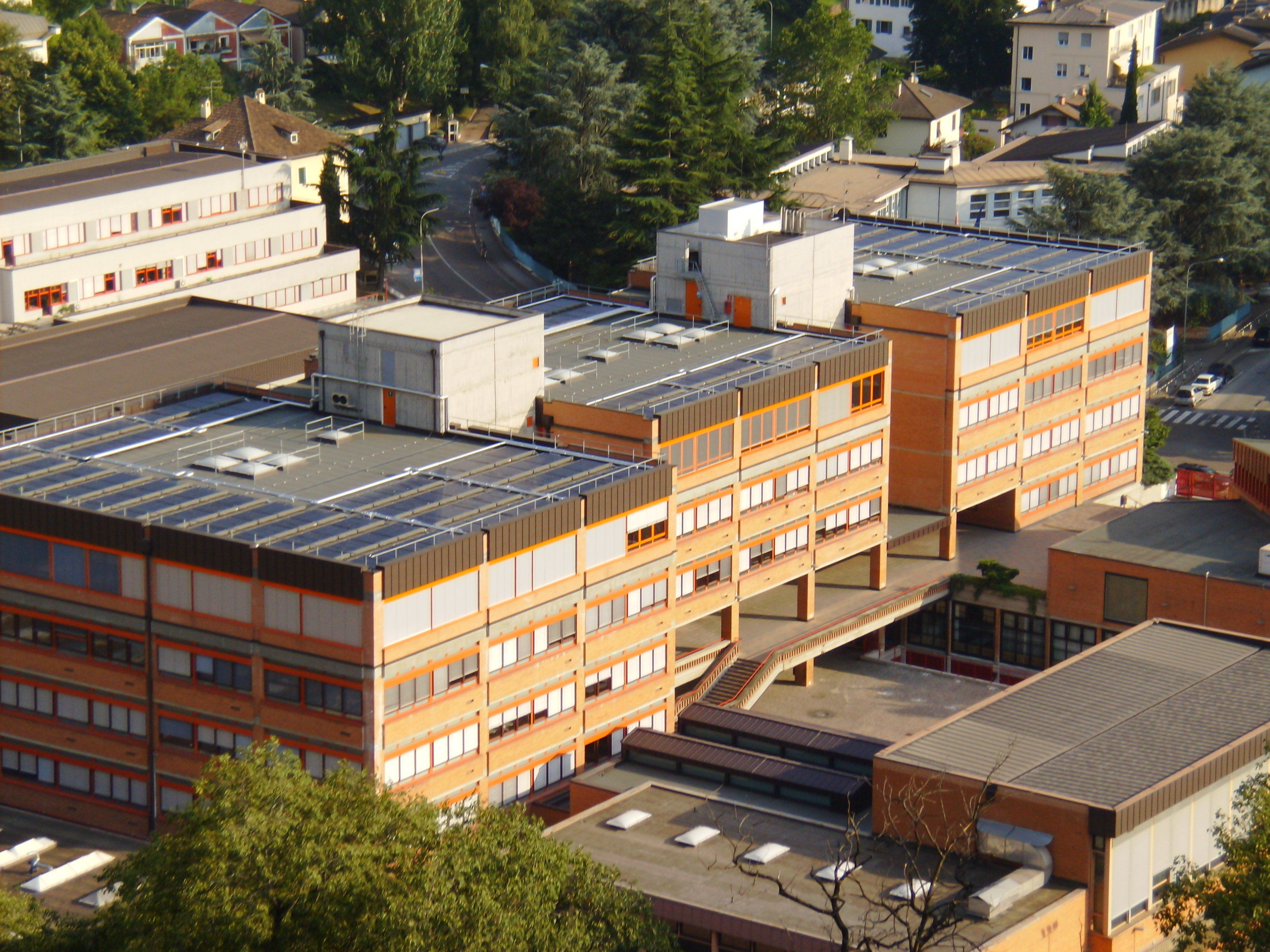
Landesberufsschule Luigi Einaudi in Bozen (Südtirol)

### Berufsschulen
Bis zum Jahr 2010 gab es eine relativ klare Trennung zwischen den staatlichen Berufsfachschulen und den Berufsschulen der Regionen. Grundsätzlich boten die Berufsfachschulen zwei Abschlüsse an: nach drei Jahren die qualifica professionale als berufsqualifizierenden Abschluss, nach zwei weiteren Jahren das diploma di maturità professionale, die als „Berufsmatura“ bezeichnete Hochschulreife. Die Ausbildungsgänge der regionalen Berufsschulen dauerten in der Vergangenheit in der Regel zwei bis drei Jahre. Mit den jüngsten Reformen wurden diese Zyklen zum Teil verändert und flexibilisiert sowie Kooperationen zwischen den beiden Schulformen ermöglicht. In Südtirol untersteht das berufliche Bildungswesen ganz der Region.

#### Staatliche Berufsfachschulen
An staatlichen Berufsfachschulen (Istituto Professionale) gibt es seit 2010 vier- bis fünfjährige staatliche Ausbildungsgänge. Im Auftrag der Regionen werden dort auch regionale Ausbildungsgänge durchgeführt, die drei Jahre dauern. Gemäß einem einheitlichen rechtlichen Rahmen kann nach drei Jahren ein Berufsbefähigungszeugnis (Qualifica di Operatore Professionale) erworben werden, nach vier Jahren ein Berufsbildungsdiplom (Diploma Professionale di Tecnico) und nach fünf Jahren die berufliche Hochschulreife (Diploma di Istruzione Professionale). Je nach Region und Schule gibt es verschiedene kleinere Besonderheiten. Das erste Berufsbildungsjahr oder auch die ersten beiden Jahre können vorwiegend der beruflichen Orientierung dienen. Bei einigen Ausbildungsgängen ist eine durchgehende fünfjährige Fachausbildung vorgesehen, die die Hochschulreife automatisch mit einschließt. Die praktische Ausbildung erfolgt in Lehrwerkstätten und im Rahmen von Betriebspraktika.
Das neue Berufsbildungsdiplom war ein Einschnitt: Die in der Regel 18-jährigen Absolventen können damit ihre berufliche Ausbildung an den neuen Berufshochschulen (Istruzione e Formazione Tecnica Superiore, IFTS) fortsetzen. Beim Berufsbildungsdiplom hat man sich an der deutschen Fachhochschulreife orientiert, beim Berufshochschulwesen an den Meisterschulen, Berufsakademien und auch an den Fachhochschulen.
Die Ausbildungs- und Fachrichtungen der Berufsfachschulen wurden 2010 rationalisiert. Derzeit gibt es folgende Ausbildungs- und Fachrichtungen:
| Ausbildungsrichtung    | Fachrichtung                              |
| ---------------------- | ----------------------------------------- |
| Industrie und Handwerk | Handwerkliche und industrielle Produktion |
| Industrie und Handwerk | Wartung und technische Unterstützung      |
| Dienstleistungsbereich | Landwirtschaft und ländliche Entwicklung  |
| Dienstleistungsbereich | Soziales und Gesundheit                   |
| Dienstleistungsbereich | Gastronomie und Hotellerie                |
| Dienstleistungsbereich | Handel                                    |

Die Fachrichtungen unterteilen sich je nach genauem Berufsbild weiter in Fachklassen.

#### Regionale Berufsschulen
Die oben genannten staatlichen Berufsfachschulen sollten früheren Planungen zufolge ganz in den Verantwortungsbereich der italienischen Regionen übergehen. Diese Reform wurde nicht umgesetzt, unter anderem, weil man den staatlichen Einfluss auf die Berufsbildung für stabilisierend hält und auf diese Weise weiterhin eine gewisse Einheitlichkeit gewährleistet wird. Insbesondere die unzureichenden Standards im beruflichen Bildungswesen einiger süditalienischer Regionen sprechen gegen eine vollständige Regionalisierung.
Mit der letzten Reform des Bildungswesens wurde in mehreren Regionen ein Mischsystem eingeführt. Neben der Durchführung von dreijährigen regionalen Ausbildungsgängen an staatlichen Berufsfachschulen gibt es noch weitere Kooperationen. So kann das erste Berufsbildungsjahr an staatlichen Berufsfachschulen absolviert werden, danach ist eine Fortsetzung der Ausbildung im regionalen Berufsbildungswesen und in Ausbildungsbetrieben möglich. Die staatlich anerkannten regionalen Abschlüsse ermöglichen eine Fortsetzung der Ausbildung an staatlichen Schulen bis hin zur Hochschulreife. Spätere Aus- und Fortbildungskurse sind in der Regel kostenpflichtig, in vielen Fällen gibt es jedoch öffentliche Förderprogramme, unter anderem auch bei Umschulungen.
Das regionale Berufsschulwesen besteht seit den 1970er Jahren. Die Regionen legen in diesem Bereich den rechtlichen Rahmen fest und überlassen das Nähere und insbesondere den Betrieb und den Unterhalt der Berufsbildungseinrichtungen den unteren Gebietskörperschaften, die sich bei ihren Planungen von den Bedürfnissen der örtlichen Wirtschaft leiten lassen. Hier ist in der Regel eine dreijährige Vollzeitausbildung vorgesehen, wobei der praktische Teil wiederum in eigenen Lehrwerkstätten oder im Rahmen von Betriebspraktika absolviert wird. Dieser Ansatz überwiegt vor allem in Regionen mit hoher Jugendarbeitslosigkeit. So weit wie möglich hat man sich ansonsten an der im deutschsprachigen Raum weit verbreiteten dualen Ausbildung orientiert.

### Fächer, Unterrichtssprachen, Religionsunterricht
Die Stundenpläne sämtlicher staatlicher Schulen (auch der Oberschulen) sehen einen großen für alle Schüler gleichen Pflichtteil vor, nur wenige (10–20 %) der Stunden sind Wahlpflichtstunden. Über die Stundentafel entscheidet aber im Rahmen der allgemeinen Vorgaben durch Staatsgesetze jede Schule selbst. Durch die feste Zuteilung sind Schüler die gesamte Schulkarriere über in Klassen eingeteilt. Einzig und allein durch den Schulwechsel und den Wechsel der Schulstufen ändert sich die Klassenzugehörigkeit.
In Südtirol erfolgt der Unterricht wahlweise auf Deutsch, Ladinisch oder Italienisch (jedoch auf getrennten Schulen). Im Aostatal findet der Unterricht in Französisch und Italienisch statt.
Das italienische Schulsystem kennzeichnet der römisch-katholische Religionsunterricht. In der Grundschule beschäftigt sich dieser mit Bibelunterricht. In der Mittelschule werden daneben auch die Weltreligionen behandelt, in der Oberschule ethische und moralische Erziehung. In allen Schulstufen kann der Religionsunterricht auch abgewählt werden. Es gibt Forderungen nach einem islamischen Religionsunterricht in den staatlichen Schulen.

### Versetzung und Noten
Im italienischen Schulsystem können Schüler, die das Schuljahr mit nicht genügendem Ergebnis abgeschlossen haben, nicht versetzt werden. Der Schüler muss (nach der Pflichtschule: kann) das Schuljahr dann wiederholen. Wird ein Schüler zweimal nicht versetzt, kann die Schule die Wiedereinschreibung verweigern. Eine Einschreibung in einer anderen Schule des gleichen Typs ist jedoch weiterhin möglich.
Die Entscheidung über die Versetzung trifft der Klassenrat, also eine Versammlung sämtlicher Lehrer einer Klasse. Im Zweifel entscheidet der Klassenlehrer oder der Schuldirektor über die Versetzung. In der Grundschule erfolgt die Nichtversetzung in der Regel nur nach Zustimmung der Eltern.
Seit dem Jahre 2009 muss das Schuljahr in Oberschulen in allen Fächern positiv abgeschlossen werden, um die nächsthöhere Stufe besuchen zu können (vorher konnte eine Versetzung mit Vorbehalt erfolgen; d. h. der Schüler wurde zwar versetzt, musste im Folgejahr jedoch eine sogenannte Nachholprüfung bewältigen). Heute muss der Schüler seine Lernrückstände während der Sommerferien aufholen und Anfang September, bevor das neue Schuljahr beginnt, eine Prüfung in den aufgeschobenen Fächern absolvieren. Erfolgt diese mit positivem Resultat, wird der Schüler versetzt, andernfalls muss dieser die Klasse wiederholen.
Die Notenskala reicht von 0 bis 10, wobei 10 die beste Note ist. Die Noten von 0 bis 5 sind negativ und damit nicht ausreichend.

## Privatschulen

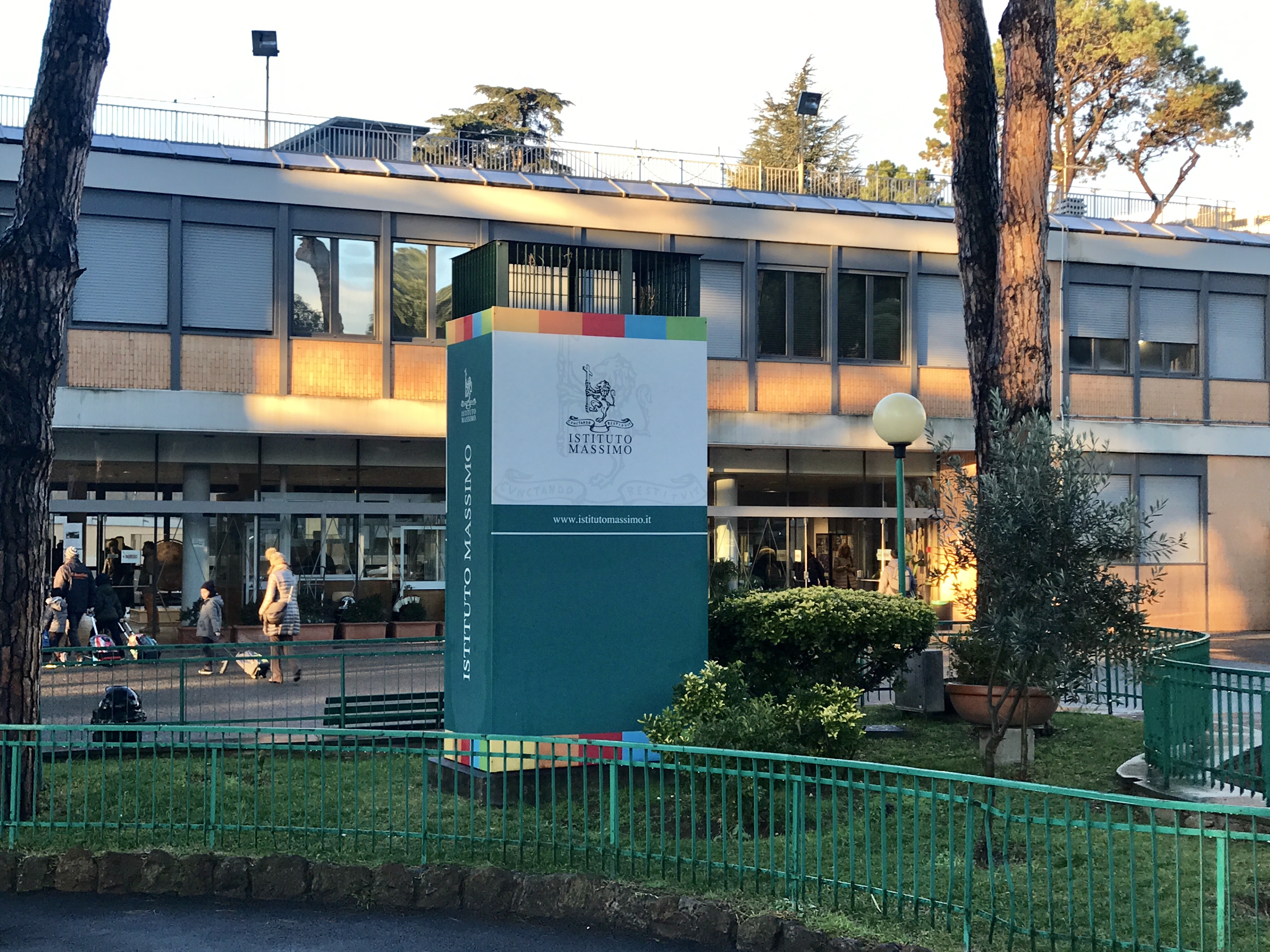
Jesuitenschule Istituto Massimiliano Massimo in Rom

Privatschulen, die den oben genannten Schulstufen zugeordnet werden können und bestimmte staatliche Voraussetzungen erfüllen, werden in Italien als „paritätische“ oder gleichgestellte Schulen bezeichnet. Ihre Zeugnisse und Abschlüsse entsprechen rechtlich denen der staatlichen Schulen. An staatlich anerkannten, aber nicht gleichgestellten Privatschulen kann die Schul- oder Berufsbildungspflicht erfüllt werden, jedoch können diese Schulen keine rechtlich gültigen Zeugnisse ausstellen.
Rund 20 Prozent aller italienischen Vor-, Primar- und Sekundarschulen sind Privatschulen. An ihnen sind rund zehn Prozent aller Schülerinnen und Schüler im Alter von drei bis 18 Jahren eingeschrieben. Bei diesen Zahlen ist zu beachten, dass der Schwerpunkt im Vorschulbereich liegt.
Etwa die Hälfte der Privatschulen sind in kirchlicher Trägerschaft, in der Vergangenheit war dieser Anteil wesentlich höher. Die finanzielle Unterstützung von Privatschulen durch den Staat ist umstritten, auch weil die Unterrichtsqualität oft nicht an die staatlicher Schulen heranreicht. Andere Schulen wie das Istituto Massimiliano Massimo des Jesuitenordens in Rom genießen einen exzellenten Ruf.

## Inklusion von Kindern mit Behinderung
Im Jahr 1977 wurde in Italien mit dem Gesetz 517 eine Grundlage geschaffen, die Kinder mit Beeinträchtigungen verpflichtend in die Regelschule einschult. Damit wurden die ab 1923 gegründeten Sonderschulen und auch die seit 1908 an Regelschulen bestehenden Sonderklassen abgeschafft. Doch bleibt es den Schulen vorbehalten, Kinder mit einer Mehrfachbehinderung vom Unterricht auszuschließen. In der Grund- und Mittelschule erhalten diese sowie besonders schwache Schüler mit Lernstörungen eine besondere Lehrkraft, sogenannte „Integrationslehrer“, die während des Unterrichtes ausschließlich dem Schüler oder der Schülerin mit Behinderung zur Seite steht.
Besonderheiten hier sind:
- maximal vier Kinder mit Behinderung oder mit Lernstörung pro Klasse (in der Regel nicht mehr als ein oder zwei)
- maximal 20 Kinder pro Klasse (ab 21 Schülern wird die Klasse geteilt)
- ein Stützlehrer (insegnante di sostegno) für ein bis vier Kinder mit Behinderung (ursprünglich 24 Stunden die Woche anwesend, doch auf 12 Stunden die Woche gekürzt).

Beibehalten wurden einige Bildungseinrichtungen für Blinde und Taubstumme, von denen das Istituto Magarotto zu den bekanntesten zählt.

## PISA-Studien
In den PISA-Studien der OECD belegte Italien seit 2000 regelmäßig unterdurchschnittliche Plätze, konnte sich jedoch im Lauf der Zeit etwas verbessern. Eine nach italienischen Regionen differenzierte Untersuchung zeigt ein starkes Nord-Süd-Gefälle, wobei norditalienische Regionen regelmäßig über dem OECD-Durchschnitt liegen. Ausgeprägt sind auch die Unterschiede zwischen den verschiedenen Schularten: Bei 15-Jährigen wurden an Gymnasien die besten Ergebnisse erzielt, es folgten die Fachoberschulen und dann die Berufsfachschulen. Am absoluten Ende standen die regionalen Berufsschulen in Süditalien.
Die Tabelle mit den Ergebnissen der 2009 durchgeführten PISA-Tests in den Bereichen Lesekompetenz, Mathematik und Naturwissenschaften zeigt im Vergleich die Ergebnisse Italiens mit denen Deutschlands, Österreichs und der Schweiz sowie mit dem Durchschnitt der OECD-Staaten. Zur Veranschaulichung der regionalen Unterschiede in Italien kommen die Ergebnisse der bestplatzierten Region Lombardei und letztplatzierten Region Kalabrien hinzu. Das Gesamtergebnis von Südtirol war 2009 mit Ausnahme der Lesekompetenz überdurchschnittlich, die deutschsprachigen Schulen des Landes wiesen allgemein überdurchschnittliche Ergebnisse auf.
| Land              | Lesekompetenz | Mathematik | Naturwissenschaften |
| ----------------- | ------------- | ---------- | ------------------- |
| Italien           | 486           | 483        | 489                 |
| - Lombardei       | 522           | 516        | 526                 |
| - Kalabrien       | 448           | 442        | 443                 |
| - Südtirol        | 490           | 507        | 513                 |
| Österreich        | 470           | 496        | 494                 |
| Deutschland       | 497           | 513        | 520                 |
| Schweiz           | 501           | 534        | 517                 |
| OECD-Durchschnitt | 493           | 496        | 501                 |

In der PISA-Studie 2012 konnte sich Italien unwesentlich verbessern: die Mittelwerte beliefen sich auf 490 in der Lesekompetenz, auf 485 in Mathematik und auf 494 in den Naturwissenschaften. Das genannte scharfe Nord-Süd-Gefälle wurde erneut bestätigt. Die PISA-Ergebnisse an deutschsprachigen Schulen in Südtirol in Lesekompetenz (503), Mathematik (513) und Naturwissenschaften (530) entsprachen den Erwartungen.
Im Jahr 2018 setzten sich die schlechten Bewertungen Italiens und die Differenzen zwischen Südtirol und dem übrigen Italien fort.

## Hochschulen

### Universitäten

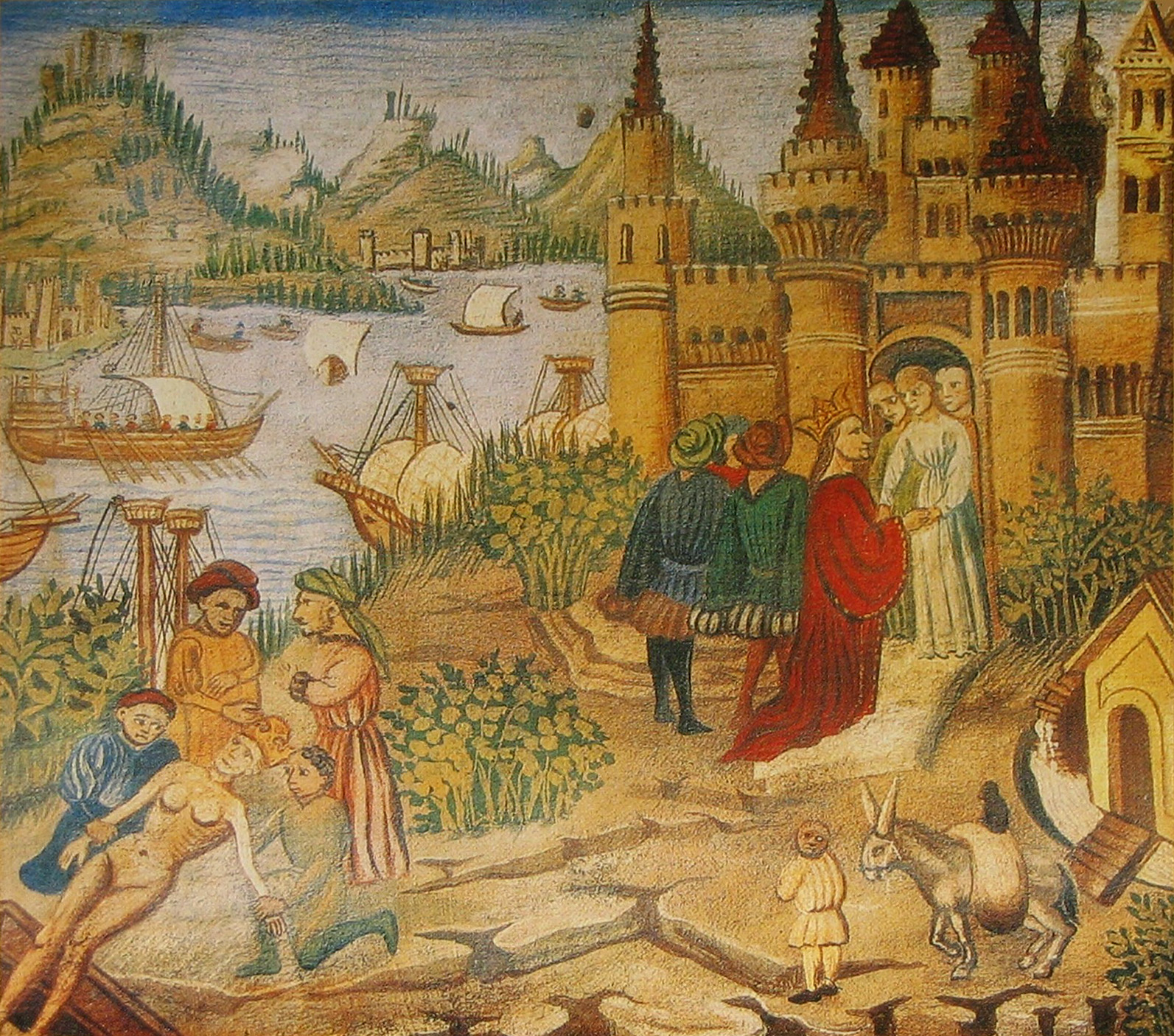
Die Scuola Medica Salernitana als Miniaturansicht im Kanon des Avicenna

Das italienische Hochschulwesen ist historisch sehr alt und breit gefächert. Vor dem Start des Bologna-Prozesses konnte ein grundständiges Universitätsstudium in Italien je nach Fachrichtung drei bis sechs Jahre dauern. Die dreijährigen praxisorientierten Studiengänge spielten ab Ende der 1980er Jahre in etwa die Rolle der Fachhochschulen des deutschsprachigen Raumes. Für die Masse der Studiengänge galt früher eine Regelstudienzeit von vier Jahren, bei den Ingenieuren waren es fünf, bei den Medizinern sechs. Die vierjährigen Studiengänge wurden schließlich um ein Jahr verlängert. Auch in Italien ist der Bologna-Prozess umstritten. In einigen Fächern wurde der erste Abschluss nach dreijährigem Studium wieder abgeschafft. Nach dem Master gibt es weitere postgraduale Spezialisierungen, die in der Regel in zwei Jahren absolviert werden können. Ein Promotionsstudium dauert mindestens drei Jahre.
Neben den normalen staatlichen Universitäten gibt es in Italien auch Technische Universitäten (die noch den alten Namen Politecnico tragen), Ausländeruniversitäten und Fernuniversitäten. Hinzu kommen Universitäten in Trägerschaft unterer Gebietskörperschaften und Privatuniversitäten. Etliche Päpstliche Universitäten befinden sich zwar in Italien, gehören jedoch dem Heiligen Stuhl.

### Elitehochschulen
Bis in die neueste Zeit gab es in Italien kein eigenes System von Elitehochschulen wie in Frankreich. Einige staatliche Hochschulen haben einen besseren Ruf als andere, manchmal auch wegen ihrer langen Tradition und des daraus resultierenden Selbstverständnisses.
Dennoch gehen die sich derzeit entwickelnden staatlichen Elitehochschulen auf eine französische Gründung zurück: die 200 Jahre alte Scuola Normale Superiore in Pisa. Es handelt sich um eine Einrichtung, die ausgewählten Studierenden neben ihrem normalen Studium an der Universität Pisa ein wissenschaftliches Zusatzangebot und einige andere Dienstleistungen bietet. Eine Aufnahme ist bereits im ersten Studienjahr möglich, oder aber nach dem Bachelor oder nach dem Master-Examen für ein Promotionsstudium. Weitere selbständige Einrichtungen dieser Art befinden sich derzeit in Pisa (Sant’Anna), Pavia, Triest, Florenz und Lucca. Einzelne Universitäten haben unter den Bezeichnungen Scuola Superiore, Istituto Superiore oder Collegio Superiore vergleichbares aufgebaut, in der Absicht, diese Institute nach pisanischem Vorbild später rechtlich zu verselbständigen.
Private Elitehochschulen wie die LUISS in Rom erheben oft sehr hohe Studiengebühren.

### Andere Hochschulen
Zum Tertiären Bildungsbereich gehören auch die Kunstakademien (Accademia di Belle Arti), Kunstfachhochschulen (Istituto Superiore per le Industrie Artistiche), die Konservatorien, die Nationale Tanzakademie (Accademia Nazionale di Danza) und die Nationale Schauspielakademie (Accademia nazionale d’arte drammatica.) Diese Einrichtungen werden unter dem Begriff Alta formazione artistica, musicale e coreutica zusammengefasst. Hinzu kommen die Nationale Filmschule (Scuola Nazionale di Cinema) und einige spezialisierte Privathochschulen. In Rom gibt es mit der Universität Foro Italico (ehemals Istituto Superiore di Educazione Fisica und Italian University of Sport and Movement) eine staatliche Sporthochschule.
Verwaltungs-, Polizei- und Militärakademien haben ebenfalls Hochschulrang.

### Berufshochschulen
Neu ist das höhere Berufsbildungswesen (Istruzione e Formazione Tecnica Superiore). Beteiligte Akteure sind die Oberschulen, Hochschulen, Unternehmen und Verbände, sowie Regionen und auch nachgeordnete Gebietskörperschaften. Die höheren Berufsbildungslehrgänge dauern in der Regel zwei Jahre und richten sich an Absolventen der Oberschulen sowie der staatlichen und regionalen Berufsbildungseinrichtungen. Die sehr praxisorientierten Lehrgänge können auch berufsbegleitend durchgeführt werden. Der Abschluss eines zweijährigen Lehrgangs an einem Istituto Tecnico Superiore entspricht im Europäischen Qualifikationsrahmen dem Niveau EQR 5, die selteneren dreijährigen Studiengänge dem Niveau EQR 6. Als Vorbild dienten in diesem Bereich die deutschen Meisterschulen und Berufsakademien.

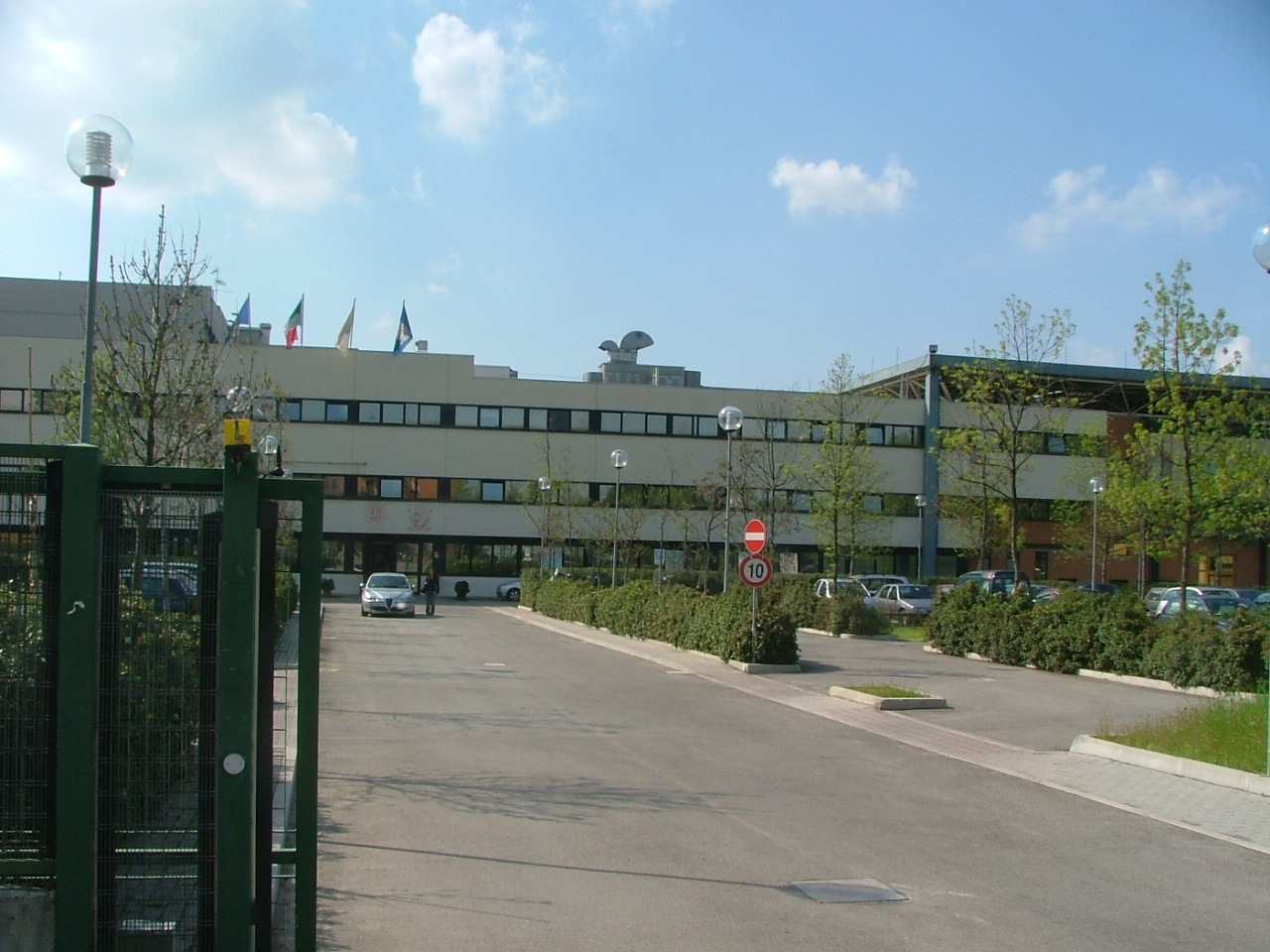
Tierärztliche Fakultät der Universität Bologna
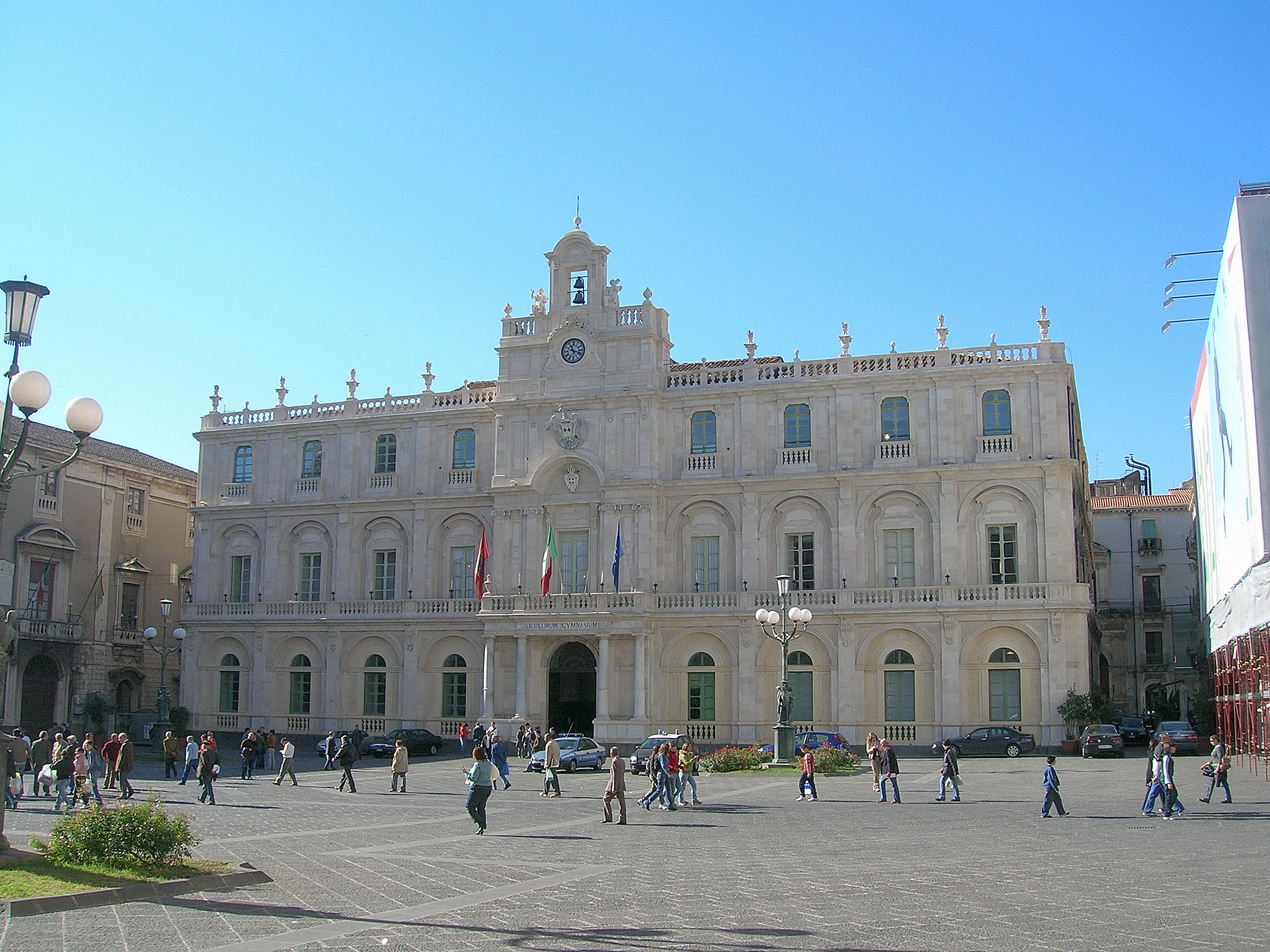
Universität Catania auf Sizilien
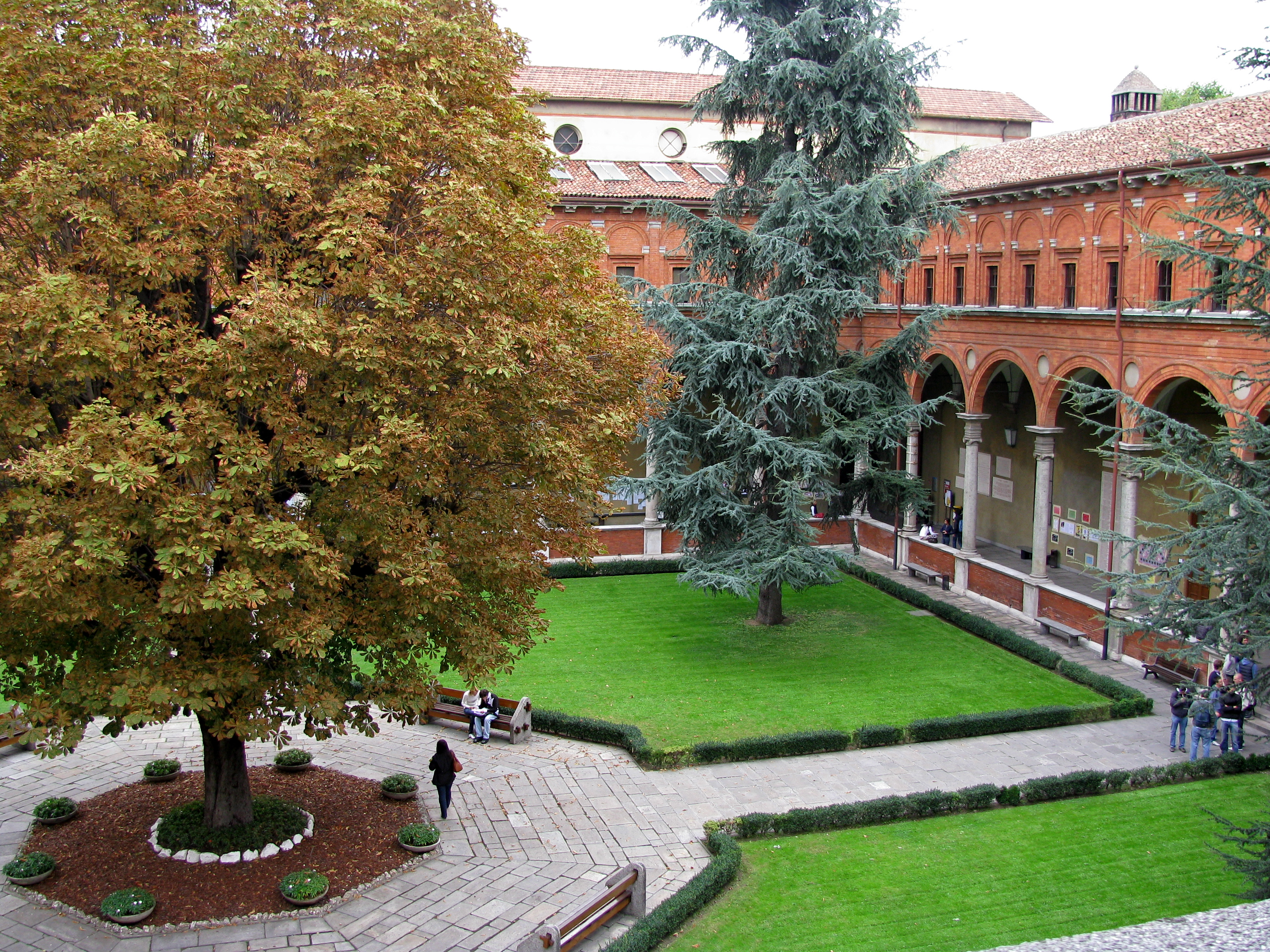
Kreuzgang der Università Cattolica del Sacro Cuore in Mailand

## Erwachsenen- und Weiterbildung

### Zweiter Bildungsweg
Der nachträgliche Erwerb eines Mittel- oder Oberschulabschlusses erfolgt in Italien oft über den Besuch von Abendschulen. Dabei kann es sich um staatliche Einrichtungen oder um Abendunterricht für Erwachsene an staatlichen Schulen handeln, oder aber um Angebote von regionalen Einrichtungen oder Privatschulen. In letzterem Fall sind die Jahrgangs- und Abschlussprüfungen an staatlichen Schulen abzulegen.
Verbreitet ist an staatlichen Oberschulen auch die Nichtschülerprüfung zur Erlangung der Hochschulreife. In diesem Fall müssen sich die als „Privatisten“ bezeichneten externen Kandidaten selbständig auf die Prüfung vorbereiten. Dies ist nicht zu verwechseln mit Homeschooling für Kinder und Jugendliche, da es sich bei den „Privatisten“ um Erwachsene handelt, die nach Erfüllung der Schulpflicht einen nicht erreichten oder höheren Schulabschluss nachholen wollen. Auch in diesem Bereich bieten verschiedene, meist private Einrichtungen Unterstützung an.

### Volkshochschulen
Die ersten Volkshochschulen (Università popolare) entstanden in Italien um das Jahr 1900. Als Gründungsväter gelten verschiedene Gewerkschaften und die Sozialistische Partei Italiens. Nachdem die Volkshochschulen vom Faschismus unterdrückt, aufgelöst oder in Parteiorganisationen eingegliedert worden waren, lebten sie nach dem Zweiten Weltkrieg unter verschiedenen Bezeichnungen („Rentnerhochschule, Freizeithochschule, Offene Hochschule“) langsam wieder auf. Träger der Volkshochschulen in Italien sind in der Regel gemeinnützige privatrechtliche Organisationen und wohltätige Vereinigungen. Der Großteil der italienischen Volkshochschulen ist Mitglied der 1982 gegründeten „Nationalen Vereinigung der Volkshochschulen“ (Confederazione Nazionale delle Università Popolari Italiane – CNUPI) oder des „Italienischen Bundes für Erwachsenenbildung“ (Unione italiana di educazione degli adulti – UNIEDA), die ihrerseits Mitglieder des Europäischen Verbandes für Erwachsenenbildung sind (European Association for the Education of Adults – EAEA). Daneben gibt es unter anderem den Verband der Volkshochschulen Südtirols.
Das thematische Angebot ist im Allgemeinen mit dem deutscher Volkshochschulen vergleichbar. In vielen Fällen bestehen Kooperationen mit staatlichen Universitäten. Mehrjährige berufsbildende Kurse sind oft staatlich anerkannt und besonders in strukturschwachen Gebieten mit hoher Arbeitslosigkeit von großem sozialem Nutzen. Das VHS-Netz ist in verschiedenen Regionen Italiens noch relativ weitmaschig. Viele Volkshochschulen entstanden erst in den letzten zwei oder drei Jahrzehnten.

### Sonstige
Das weitere Bildungsangebot im Bereich der Erwachsenen- und Weiterbildung ist sehr heterogen und oft von den Bedürfnissen und Initiativen einzelner Unternehmen oder Wirtschaftszweige abhängig. Große staatliche Behörden und Organisationen haben eigene Fortbildungseinrichtungen, darunter die Scuola Nazionale dell’Amministrazione oder das Centro Alti Studi per la Difesa.
Das E-Learning hat auch in Italien erheblich an Bedeutung gewonnen.

## Geschichte

### Von der Spätantike bis ins Mittelalter

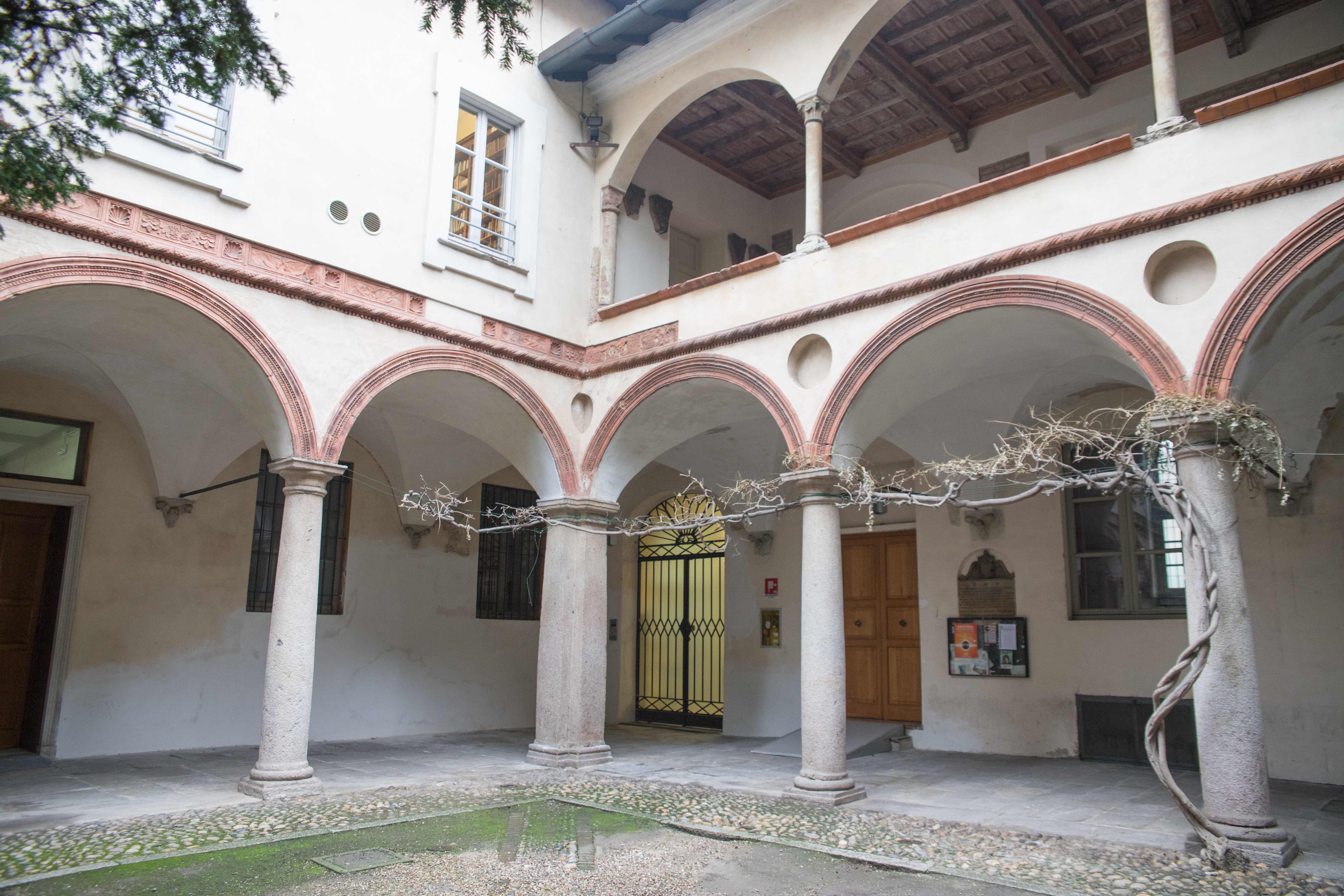
Das Manuskriptzentrum der Universität Pavia

Nach dem Ende Westroms blieb in einigen Städten (vor allem Rom, Mailand, Ravenna) der Schulunterricht in reduzierter Form erhalten, mindestens bis in die Zeit Theoderichs. Mit den Langobarden ab 568 ging die Bedeutung großer Städte zurück, während die Bedeutung kirchlicher Dom- und Klosterschulen zunahm. Eine frühe Domschule stand in Pavia, der Hauptstadt der Langobarden seit 572; berühmt wurde auch die in Verona, deren Disziplinlosigkeit im 10. Jahrhundert Bischof Ratherius in den Praeloquia bemängelte. Dort bestand aber eine schola maioris ecclesiae für die herausragende Bibliothek des Domkapitels mit Handschriften bis aus dem 6. Jahrhundert. Petrus von Pisa und Paulus Diaconus brachten die lombardische Schultradition von Pavia an den Hof Karls des Großen, der eine reichsweite Bildungsreform einleitete. Wiederum in Pavia gründete Lothar I. 825 eine Rhetorikschule, aus der später die Universität Pavia hervorging. Wichtige Klosterschulen waren die Abtei Montecassino (529/717), die Abtei Farfa bei Rom (6. Jh./705) und die Abtei Bobbio ab 611. Die Klöster San Vincenzo al Volturno und Nonantola waren Gründungen des 8. Jahrhunderts mit bedeutenden Skriptorien. Die Medizinschule von Salerno (nach 1000) und die Universität Bologna (Rechtsstudium um 1100) sind (mit Paris) die ältesten Hochschulen in Europa. Wie fast überall in Europa blieb bis ins Hochmittelalter der Schul- und Universitätsunterricht in den italienischen Staaten nur in den Händen der Kirche, die Lehrsprache blieb das Latein.
Im 13. Jahrhundert entstanden in verschiedenen Gegenden kirchenunabhängige Stadt- und Privatschulen, die zunächst Lesen und Schreiben in der Volkssprache lehrten. In der Regel folgte nach drei Jahren Elementarbildung vor allem in Finanz- und Handelszentren wie Florenz und Venedig der Besuch einer Abakus- oder Rechenschule, an der kaufmännische Inhalte im Vordergrund standen. Daneben gab es auch traditionelle Grammatikschulen, an denen Latein gelernt und die Klassiker antiker Schriftsteller gelesen wurden. In den Genuss einer solchen kirchlichen oder klassischen Schulausbildung kamen in der Regel nur wenige Jungen einer kleinen gesellschaftlichen Oberschicht, die ihren Bildungsweg dann an Universitäten fortsetzen konnten. Die eher praxisorientierte Ausbildung war in städtischen Handelskreisen nicht unüblich. In Florenz und Venedig etwa besuchten um 1500 rund ein Drittel aller Jungen eine Schule, der Alphabetisierungsgrad lag wegen des Privatunterrichts noch etwas höher. In den Städten war der Analphabetismus unter Mädchen sehr hoch, bei der Landbevölkerung die Regel.

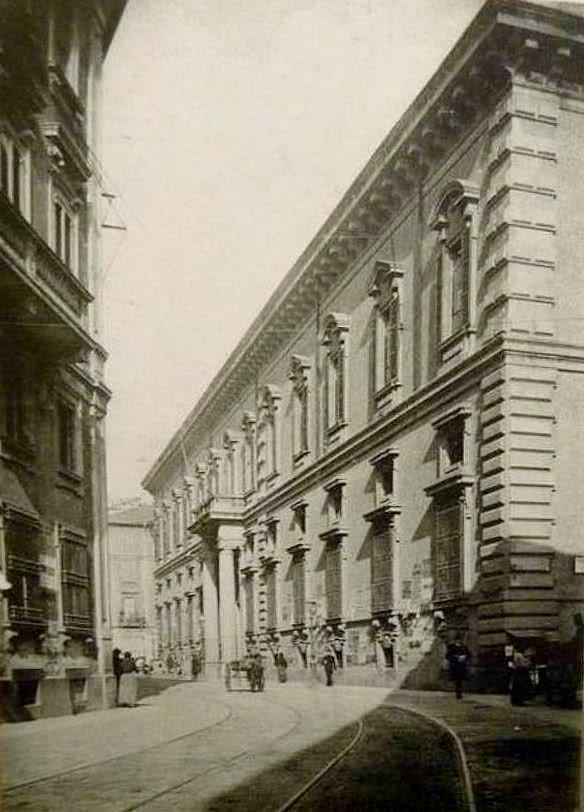
Palazzo Brera, ehemalige Jesuitenschule in Mailand, Bild 1905

### Vor der Einigung Italiens
Mit der Gegenreformation traten die kirchlichen Bildungseinrichtungen wieder in den Vordergrund, insbesondere die der Jesuiten, die sich bald auf die höhere Bildung spezialisierten. Andere Orden wie die Barnabiten oder die Somasker machten sich im 17. und 18. Jahrhundert um die Volksbildung verdient. Im 18. Jahrhundert wurden in einzelnen italienischen Staaten erste staatliche Schulen eingerichtet, vor allem nach der Aufhebung der Jesuitenschulen. Mangels Infrastruktur und qualifiziertem Personal gerieten viele dieser Schulen bald wieder unter kirchliche Kontrolle. Mit der napoleonischen Besetzung kamen auch die Bildungsideale der Französischen Revolution nach Italien. Der kirchenunabhängige Grundschulunterricht sollte für alle Jungen und Mädchen verpflichtend und kostenlos sein, die weitere Ausbildung nur von Talent und Leistung abhängen. Die Vorstellungen konnten nur ansatzweise umgesetzt werden, blieben aber als Ideal auch in der Restaurationszeit nach 1815 bei vielen Pädagogen erhalten. Die Analphabetismusquote blieb in Italien bis zur Einigung des Landes hoch, insbesondere im Süden. Die politischen Veränderungen und Systemwechsel verschärften das Problem in der zweiten Hälfte des 19. Jahrhunderts sogar noch.

### Nach der Einigung

Alphabetisierung in Italien 1861

Nach der Einigung Italiens im Jahr 1861 wurden die Regelungen des Königreiches Sardinien-Piemont aus dem Jahr 1859 auf das ganze Land ausgedehnt. Bereits das piemontesische Schulsystem sah nach der damals vierjährigen Grundschule eine Aufteilung in (ausschließlich humanistische) Gymnasien (Unterstufe: ginnasio, Oberstufe: liceo) und berufsvorbereitende Schulen (Unterstufe: scuola tecnica, Oberstufe: istituto tecnico) vor. Der Hochschulzugang war fast ausschließlich über die kostenpflichtigen Gymnasien möglich. Nach der Regelung aus dem Jahr 1859 beschränkte sich die Schulpflicht auf die ersten beiden Jahre der vierjährigen Grundschule, welche 1877 um eine weitere Jahrgangsstufe ausgebaut wurde, 1904 vorübergehend um eine sechste (Schulpflicht für die Sechs- bis Zwölfjährigen).
Im Auftrag des faschistischen Regimes führte Unterrichtsminister Giovanni Gentile 1923 eine umfassende, jedoch sehr konservativ orientierte Schulreform durch. Die Schulpflicht wurde auf acht Jahre (für Sechs- bis 14-Jährige) verlängert (jedoch nicht wirklich durchgesetzt). Nach der wiederum fünfjährigen Grundschule bestanden zwei Möglichkeiten den Bildungsweg fortzusetzen: einerseits der sehr elitäre gymnasiale Bildungsweg, andererseits zum Teil wenig attraktive berufsvorbereitende Schulen. Der gymnasiale Zug gliederte sich in eine fünfjährige Unter- und Mittelstufe (ginnasio, 3+2), im Bereich der dreijährigen Oberstufe kam es zur Unterscheidung zwischen dem humanistischen liceo classico und dem naturwissenschaftlichen liceo scientifico. Neben die vierjährigen Fachschulen und die anschließenden drei- oder vierjährigen Fachoberschulen (scuola/istituto tecnico) gesellte sich die neue scuola di avviamento professionale, eine dreijährige berufsvorbereitende Schule ohne weitere Aufstiegsmöglichkeiten. Seit 1940 betrieb man die Zusammenlegung der Unterstufen der Gymnasien und der Fachschulen in die neue scuola media (3 Schuljahre), ohne jedoch die scuola di avviamento professionale in diesen Prozess miteinzubeziehen. Dies geschah nach langen Debatten erst Ende 1962, als mit der scuola media unica alle Unterstufen der Sekundarschulen zu einer dreijährigen Einheitsmittelschule zusammengelegt wurden.
Im Jahr 1968 führte man die staatliche Vorschule (scuola materna) auf systematische Weise ein. In ihren Lehrinhalten richtete sie sich nach Maria Montessori. 1969 leitete man nach Studentenprotesten eine Neuordnung der Oberstufen ein. Nicht nur die Gymnasien, sondern auch die Fachoberschulen und die neuen Berufsfachschulen wurden durchlässiger gemacht und führten schließlich alle zur Hochschulreife, wobei die entsprechende Prüfung nach neuen Schwerpunkten ausgerichtet wurde. In den folgenden Jahrzehnten setzte sich der Geist dieser Reformen im ganzen Schulsystem durch, das jedoch strukturell weitestgehend unverändert blieb. Ab Mitte der 1980er Jahre gab es Forderungen nach einer Verlängerung der Schulpflicht auf zehn Jahre und nach einem Ausbau der scuola media unica um zwei Jahrgangsstufen, womit sie die ersten beiden Klassen der Oberschulen übernehmen sollte. Wegen organisatorischer, infrastruktureller und finanzieller Gründe, vor allem aber wegen pädagogischer Vorbehalte gegen eine als dann überlang empfundene gemeinsame Schulausbildung von Schülern unterschiedlicher Begabung wurden diese Vorschläge immer wieder abgelehnt. Die im Jahr 2000 eingeführte Verlängerung der Schulpflicht gab man 2004 aus strukturellen Gründen auf und ersetzte sie durch eine berufliche Ausbildungspflicht, womit man die für die berufliche Bildung mitverantwortlichen Regionen in die Verlängerung der Schul- und Ausbildungspflicht einband und so zu einer akzeptablen Zwischenlösung kam. In den Jahren danach folgten weitere Modernisierungen des bestehenden Systems, die 2010 zu ihrem vorläufigen Abschluss kamen.
Seit 2013 ist eine Verkürzung der Schulzeit bis zur Hochschulreife von 13 auf zwölf Schuljahre im Gespräch. Schulversuche an privaten und staatlichen Oberschulen mit nur mehr vier Klassenstufen wurden bereits eingeleitet. An italienischen Auslandsschulen sind vierstufige Oberschulen seit langer Zeit die Regel.